# Campeonato Apertura 2019 (Costa Rica)
El Campeonato Apertura 2019 fue la edición 113.ª del campeonato de liga de la Primera División del fútbol costarricense.

## Sistema de competición
El torneo de la Liga Promerica está conformado en dos partes:
- Fase de clasificación: Se integra por las 22 jornadas del torneo.
- Fase final: Se integra por los cuatro clubes mejor ubicados.

### Fase de clasificación
En la fase de clasificación se observará el sistema de puntos. La ubicación en la tabla general está sujeta a lo siguiente:
- Por juego ganado se obtendrán tres puntos.
- Por juego empatado se obtendrá un punto.
- Por juego perdido no se otorgan puntos.

En esta fase participan los 12 clubes de la Liga Promerica jugando en cada torneo todos contra todos durante las 22 jornadas respectivas, a visita recíproca.
El orden de los clubes al final de la fase de calificación del torneo corresponderá a la suma de los puntos obtenidos por cada uno de ellos y se presentará en forma descendente. Si al finalizar las 22 jornadas del torneo, dos o más clubes estuviesen empatados en puntos, su posición en la tabla general será determinada atendiendo a los siguientes criterios de desempate:
1. Mayor diferencia positiva general de goles. Este resultado se obtiene mediante la sumatoria de los goles anotados a todos los rivales, en cada campeonato menos los goles recibidos de estos.
2. Mayor cantidad de goles a favor, anotados a todos los rivales dentro de la misma competencia.
3. Mejor puntuación particular que hayan conseguido en las confrontaciones particulares entre ellos mismos.
4. Mayor diferencia positiva particular de goles, la cual se obtiene sumando los goles de los equipos empatados y restándole los goles recibidos.
5. Mayor cantidad de goles a favor que hayan conseguido en las confrontaciones entre ellos mismos.
6. Como última alternativa, la UNAFUT realizaría un sorteo para el desempate.

### Fase final
Los cuatro clubes mejor ubicados en la tabla de posiciones clasifican a la fase eliminatoria. Los dos primeros tienen derecho a cerrar la serie como local, y en caso de un empate en los encuentros de ida y vuelta de las semifinales, pasará a la siguiente ronda el equipo que anote mayor cantidad de goles como visitante, en caso de que la igualdad persista, se procederá a tiempos extras y eventualmente penales La primera etapa se desarrolla de la siguiente manera:
En la final se reubican los clubes de acuerdo a su posición en la tabla, para determinar el conjunto local y visitante en los juegos de ida y vuelta, respectivamente, para este torneo se tomará en cuenta el gol de visitante en caso de empate en la serie. Además el equipo que concluya de primero en la fase regular avanza directamente a una final en caso de que no clasifique en las semifinales, jugaría una Final Nacional ante el ganador de esta fase.
El conjunto vencedor del torneo recibirá un cupo para la Liga Concacaf 2020.

## Arbitraje
A continuación se mencionarán los árbitros que estarán presentes en el campeonato:
| - Álvaro Acuña Torres - Ricardo Montero Araya (2011) - Jimmy Torres Taylor - Benjamín Pineda - Henry Bejarano Matarrita (2011) - Juan Gabriel Calderón (2011) - Steven Madrigal Fallas - Cristian Rodríguez Rodríguez - Adrián Chinchilla Chaves - Keylor Herrera Villalobos | - Pedro Navarro Torres - Andrey Vega Chinchilla - Josué Ugalde Aguilar - Allen Quirós (2016) - Adrián Elizondo Badilla - Geiner Zúñiga Molina - David Gómez Araya - Isaac Mendoza Cárdenas |

### Uniformes
| Uniforme Arbitral Negro | Uniforme Arbitral Verde | Uniforme Arbitral Naranja |

## Trofeo
Desde su implementación en el Verano 2012, el trofeo de campeón cuenta con 32 pulgadas de altura, mientras que su diámetro es de 12. Tiene como características el balón de fútbol en la parte superior y los detalles en el cuerpo, ambos fabricados con oro; estos dos son sostenidos por una barra hecha de plata y su base es escalonada, realizada con el metal dorado. El título de subcampeón mide 30 pulgadas de alto y 9.5 de diámetro, totalmente de plata. Los dos premios son de manufactura italiana. Además, los finalistas reciben las respectivas medallas, de oro para el campeón y de plata para el subcampeón. Estas últimas son importadas de Estados Unidos, tienen medidas de 5 centímetros de diámetro y 3 milímetros de grosor. La inversión de todos estos elementos es de $5.000.
| Trofeo del Campeón | Trofeo del Subcampeón |
| ------------------ | --------------------- |
|                    |                       |

## Equipos por provincia
| Saprissa Herediano La U Guadalupe Alajuelense Grecia San Carlos Pérez Zeledón Cartaginés Limón Santos Jicaral |

| Provincia  | N.º | Equipos                                             |
| ---------- | --- | --------------------------------------------------- |
| San José   | 3   | Deportivo Saprissa Guadalupe F. C. Pérez Zeledón    |
| Alajuela   | 3   | L. D. Alajuelense Municipal Grecia A. D. San Carlos |
| Limón      | 2   | Limón F. C. Santos de Guápiles                      |
| Heredia    | 2   | C. S. Herediano Universitarios F.C                  |
| Cartago    | 1   | C. S. Cartaginés                                    |
| Puntarenas | 1   | A. D. Jicaral Sercoba                               |

## Ascenso y descenso
| Pos | a la Liga de Ascenso |
| --- | -------------------- |
| 12º | A. D. Carmelita      |

| Pos | a la Liga FPD         |
| --- | --------------------- |
| 1º  | A. D. Jicaral Sercoba |

## Información de los equipos
| Equipo                                                           | Entrenador         | Ciudad                  | Estadio                      | Capacidad | Fundación       | Patrocinador                 | Kit           | Televisora |
| ---------------------------------------------------------------- | ------------------ | ----------------------- | ---------------------------- | --------- | --------------- | ---------------------------- | ------------- | ---------- |
| Alajuelense                                                      | Andrés Carevic     | Alajuela                | Alejandro Morera             | 17.895    | 1919 (106 años) | Kölbi                        | Kelme         |            |
| Jicaral                                                          | Jeaustin Campos    | Jicaral, Puntarenas     | Asociación Cívica Jicaraleña | 2.500     | 2007 (18 años)  | Tigo                         | ProSport      |            |
| Universitarios                                                   | Luis Diego Arnáez  | Heredia                 | Carlos Alvarado              | 2.000     | 1979 (46 años)  | Tigo                         | Living Sport  |            |
| Cartaginés                                                       | Hernán Medford     | Cartago                 | "Fello" Meza                 | 13.500    | 1906 (119 años) | Premium Carrocería y Pintura | Joma          |            |
| Grecia                                                           | Roberto Castro     | Grecia, Alajuela        | Allen Riggioni               | 4.000     | 1998 (26 años)  | Super Rosvil                 | Living Sport  |            |
| Guadalupe                                                        | Géiner Segura      | Goicoechea, San José    | "Coyella" Fonseca            | 4.500     | 2017 (8 años)   | Tigo                         | ProSport      |            |
| Herediano                                                        | José Giacone       | Heredia                 | Rosabal Cordero              | 8.721     | 1921 (104 años) | Blu Smartphones              | Umbro         |            |
| Limón                                                            | Ricardo Allen      | Limón                   | Juan Gobán                   | 3.000     | 1961 (64 años)  | Celso Gamboa & Asoc.         | Vive+Sports   |            |
| Archivo:Miniatura para la ADM de Pérez Zeledón.png Pérez Zeledón | Omar Royero        | Pérez Zeledón, San José | Municipal                    | 6.100     | 1991 (33 años)  | Kölbi                        | Textiles JB   |            |
| Santos                                                           | Johnny Chaves      | Guápiles, Limón         | Ebal Rodríguez               | 4.500     | 1961 (63 años)  | Grupo Colono                 | Roots Sports  |            |
| San Carlos                                                       | Luis Antonio Marín | San Carlos, Alajuela    | Carlos Ugalde                | 5.600     | 1965 (60 años)  | Agricenter                   | Nextgol Sport |            |
| Saprissa                                                         | Walter Centeno     | Tibás, San José         | Ricardo Saprissa             | 23.112    | 1935 (90 años)  | Arroz Tío Pelón              | Kappa         |            |

### Cambios de entrenadores
| Equipo                                                           | Entrenador (jornadas)                                               |
| ---------------------------------------------------------------- | ------------------------------------------------------------------- |
| Grecia                                                           | Luis Diego Arnáez (1-11) Roberto Castro (*) (12-).                  |
| Cartaginés                                                       | Martin Arriola (1-13) Greivin Mora (*) (14) Hernán Medford (15-22). |
| Herediano                                                        | Jafet Soto (1-14) José Giacone (15-22).                             |
| Archivo:Miniatura para la ADM de Pérez Zeledón.png Pérez Zeledón | José Giacone (1-14) Omar Royero (15-22).                            |
| Universitarios                                                   | Minor Díaz (1-14) Luis Diego Arnáez (15-22).                        |

(*) Interinato

## Estadios
|                                                                                             |                                                                                           |                                                                                                 |
|                                                                                             |                                                                                           |                                                                                                 |
| Estadio Ricardo Saprissa Ciudad: Tibás, San José Capacidad: 23.112 Club: Deportivo Saprissa | Estadio Morera Soto Ciudad: Alajuela Capacidad: 17.895 Club: Alajuelense                  | Estadio "Fello" Meza Ciudad: Cartago Capacidad: 13.500 Club: Cartaginés                         |
|                                                                                             |                                                                                           |                                                                                                 |
| Estadio Rosabal Cordero Ciudad: Heredia Capacidad: 9000 Club: Herediano                     | Estadio Municipal Ciudad: Pérez Zeledón, San José Capacidad: 6.100 Club: Pérez Zeledón    | Estadio Carlos Ugalde Ciudad: San Carlos, Alajuela Capacidad: 6.500 Club: San Carlos            |
|                                                                                             |                                                                                           |                                                                                                 |
| Carlos Alvarado Ciudad: Santa Bárbara, Heredia Capacidad: 3.300 Club: La U Universitarios   | Estadio "Coyella" Fonseca Ciudad: Goicoechea, San José Capacidad: 4.500 Clubes: Guadalupe | Estadio Ebal Rodríguez Ciudad: Guápiles, Limón Capacidad: 4.500 Club: Santos de Guápiles        |
|                                                                                             |                                                                                           |                                                                                                 |
| Estadio Allen Riggioni Ciudad: Grecia, Alajuela Capacidad: 4.000 Club: Grecia               | Estadio Juan Gobán Ciudad: Limón Capacidad: 3.100 Club: Limón                             | Asociación Cívica Jicaraleña Ciudad: Lepanto, Puntarenas Capacidad: 2.500 Club: Jicaral Sercoba |

## Fase de clasificación

### Tabla de posiciones
| Pos. | Equipos                                                          |  | PJ | PG | PE | PP | GF | GC | Dif. | Pts. | Notas                                         |
| ---- | ---------------------------------------------------------------- |  | -- | -- | -- | -- | -- | -- | ---- | ---- | --------------------------------------------- |
| 1.   | L. D. Alajuelense                                                |  | 22 | 16 | 4  | 2  | 49 | 21 | +28  | 52   | Clasifica a las semifinales y a la Gran Final |
| 2.   | Deportivo Saprissa                                               |  | 22 | 12 | 4  | 6  | 50 | 30 | +20  | 40   | Clasifican a las semifinales                  |
| 3.   | C. S. Herediano                                                  |  | 22 | 10 | 5  | 7  | 40 | 23 | +17  | 35   | Clasifican a las semifinales                  |
| 4.   | A. D. San Carlos                                                 |  | 22 | 9  | 6  | 7  | 40 | 37 | +3   | 33   | Clasifican a las semifinales                  |
| 5.   | C. S. Cartaginés                                                 |  | 22 | 9  | 6  | 7  | 31 | 28 | +3   | 33   |                                               |
| 6.   | Archivo:Miniatura para la ADM de Pérez Zeledón.png Pérez Zeledón |  | 22 | 7  | 7  | 8  | 24 | 32 | -8   | 28   |                                               |
| 7.   | A. D. Jicaral Sercoba                                            |  | 22 | 7  | 6  | 9  | 23 | 30 | -7   | 27   |                                               |
| 8.   | Guadalupe F. C.                                                  |  | 22 | 7  | 5  | 10 | 29 | 37 | -8   | 26   |                                               |
| 9.   | Limón F. C.                                                      |  | 22 | 7  | 4  | 11 | 24 | 40 | -16  | 25   |                                               |
| 10.  | Santos de Guápiles                                               |  | 22 | 5  | 9  | 8  | 33 | 39 | -6   | 24   |                                               |
| 11.  | Municipal Grecia                                                 |  | 22 | 5  | 6  | 11 | 26 | 39 | -13  | 21   |                                               |
| 12.  | La U Universitarios                                              |  | 22 | 4  | 6  | 12 | 23 | 36 | -13  | 18   | Último lugar                                  |

| Simbología |
| --- |
| Pos – Posición; PJ – Partidos Jugados; PG - Partidos Ganados; PE - Partidos Empatados; PP - Partidos Perdidos; GF – Goles a Favor; GC – Goles en Contra; DIF – Diferencia de Goles; PTS - Puntos. |

### Evolución de la clasificación
| Equipo / Jornada                                                 | 01 | 02 | 03 | 04 | 05 | 06 | 07 | 08 | 09 | 10 | 11 | 12 | 13 | 14 | 15 | 16 | 17 | 18 | 19 | 20 | 21 | 22 |
| ---------------------------------------------------------------- | -- | -- | -- | -- | -- | -- | -- | -- | -- | -- | -- | -- | -- | -- | -- | -- | -- | -- | -- | -- | -- | -- |
| Alajuelense                                                      | 5  | 3  | 1  | 1  | 1  | 1  | 1  | 1  | 1  | 1  | 1  | 1  | 1  | 1  | 1  | 1  | 1  | 1  | 1  | 1  | 1  | 1  |
| Saprissa                                                         | 10 | 4  | 10 | 5  | 2  | 2  | 2  | 2  | 2  | 2  | 2  | 2  | 2  | 2  | 2  | 2  | 4  | 2  | 2  | 2  | 2  | 2  |
| Herediano                                                        | 2  | 1  | 2  | 4  | 6  | 3  | 3  | 3  | 4  | 3  | 3  | 4  | 5  | 6  | 4  | 3  | 2  | 3  | 3  | 3  | 3  | 3  |
| San Carlos                                                       | 3  | 6  | 9  | 6  | 7  | 7  | 4  | 7  | 3  | 4  | 4  | 3  | 4  | 5  | 5  | 4  | 3  | 4  | 4  | 4  | 4  | 4  |
| Cartaginés                                                       | 7  | 9  | 5  | 2  | 3  | 4  | 6  | 4  | 5  | 5  | 5  | 6  | 7  | 7  | 6  | 6  | 6  | 6  | 5  | 5  | 5  | 5  |
| Jicaral                                                          | 9  | 10 | 8  | 3  | 4  | 9  | 5  | 5  | 6  | 6  | 7  | 7  | 6  | 4  | 7  | 7  | 7  | 7  | 6  | 6  | 6  | 6  |
| Guadalupe                                                        | 6  | 2  | 7  | 10 | 9  | 8  | 10 | 9  | 10 | 9  | 9  | 9  | 9  | 8  | 8  | 8  | 8  | 8  | 8  | 7  | 7  | 7  |
| Archivo:Miniatura para la ADM de Pérez Zeledón.png Pérez Zeledón | 1  | 7  | 4  | 8  | 10 | 5  | 8  | 6  | 7  | 7  | 8  | 8  | 8  | 9  | 9  | 9  | 9  | 9  | 9  | 9  | 8  | 8  |
| Limón                                                            | 12 | 12 | 12 | 12 | 12 | 12 | 12 | 12 | 12 | 12 | 12 | 12 | 12 | 11 | 11 | 10 | 10 | 10 | 10 | 10 | 9  | 9  |
| Santos                                                           | 8  | 11 | 6  | 9  | 5  | 6  | 7  | 8  | 8  | 8  | 6  | 5  | 3  | 3  | 3  | 5  | 5  | 5  | 7  | 8  | 10 | 10 |
| Grecia                                                           | 4  | 8  | 3  | 7  | 8  | 10 | 9  | 10 | 9  | 10 | 10 | 10 | 10 | 10 | 10 | 11 | 11 | 11 | 11 | 11 | 12 | 11 |
| La U Universitarios                                              | 11 | 5  | 11 | 11 | 11 | 11 | 11 | 11 | 11 | 11 | 11 | 11 | 11 | 12 | 12 | 12 | 12 | 12 | 12 | 12 | 11 | 12 |
| Última actualización: 20 de noviembre                            |    |    |    |    |    |    |    |    |    |    |    |    |    |    |    |    |    |    |    |    |    |    |

### Resumen de resultados
| Local / Visita                                                   | JIC   | GRE   | GFC   | LAU   | CSC   | CSH   | SAP   | LDA   | LFC   | Archivo:Miniatura para la ADM de Pérez Zeledón.png MPZ | SNC   | SAN   |
| ---------------------------------------------------------------- | ----- | ----- | ----- | ----- | ----- | ----- | ----- | ----- | ----- | ------------------------------------------------------ | ----- | ----- |
| A. D. Jicaral                                                    |       | 2 - 0 | 2 - 0 | 2 - 0 | 1 - 1 | 1 - 2 | 2 - 5 | 0 - 2 | 0 - 2 | 1 - 0                                                  | 1 - 1 | 1 - 1 |
| Municipal Grecia                                                 | 1 - 0 |       | 2 - 1 | 3 - 3 | 0 - 1 | 2 - 2 | 0 - 6 | 1 - 3 | 4 - 0 | 0 - 0                                                  | 1 - 1 | 3 - 1 |
| Guadalupe F. C.                                                  | 1 - 1 | 2 - 1 |       | 1 - 0 | 1 - 0 | 1 - 1 | 2 - 1 | 1 - 1 | 4 - 3 | 1 - 2                                                  | 2 - 2 | 2 - 4 |
| La U Universitarios                                              | 1 - 2 | 2 - 1 | 2 - 2 |       | 0 - 1 | 0 - 1 | 0 - 0 | 0 - 3 | 2 - 0 | 1 - 1                                                  | 1 - 1 | 1 - 2 |
| C. S. Cartaginés                                                 | 0 - 1 | 4 - 1 | 2 - 1 | 4 - 3 |       | 1 - 1 | 1 - 2 | 0 - 4 | 3 - 0 | 2 - 2                                                  | 1 - 0 | 0 - 0 |
| C. S. Herediano                                                  | 1 - 2 | 3 - 0 | 2 - 0 | 0 - 0 | 3 - 0 |       | 4 - 0 | 0 - 1 | 3 - 2 | 4 - 1                                                  | 3 - 1 | 6 - 2 |
| Deportivo Saprissa                                               | 4 - 0 | 0 - 2 | 4 - 1 | 4 - 0 | 2 - 2 | 2 - 1 |       | 2 - 5 | 6 - 0 | 3 - 0                                                  | 3 - 1 | 2 - 2 |
| L. D. Alajuelense                                                | 3 - 1 | 1 - 0 | 2 - 1 | 4 - 1 | 1 - 1 | 3 - 2 | 1 - 2 |       | 2 - 1 | 1 - 1                                                  | 1 - 0 | 2 - 2 |
| Limón F. C.                                                      | 1 - 0 | 1 - 0 | 2 - 1 | 1 - 0 | 0 - 2 | 1 - 0 | 1 - 1 | 1 - 2 |       | 1 - 1                                                  | 3 - 4 | 1 - 0 |
| Archivo:Miniatura para la ADM de Pérez Zeledón.png Pérez Zeledón | 1 - 1 | 1 - 1 | 0 - 1 | 1 - 0 | 1 - 0 | 1 - 0 | 0 - 1 | 1 - 4 | 2 - 0 |                                                        | 3 - 0 | 2 - 1 |
| A. D. San Carlos                                                 | 2 - 1 | 4 - 2 | 3 - 1 | 1 - 2 | 2 - 4 | 1 - 0 | 1 - 0 | 3 - 1 | 2 - 2 | 5 - 2                                                  |       | 2 - 2 |
| Santos de Guápiles                                               | 1 - 1 | 1 - 1 | 0 - 2 | 1 - 4 | 2 - 1 | 1 - 1 | 4 - 0 | 0 - 2 | 1 - 1 | 4 - 1                                                  | 1 - 3 |       |
| Última actualización: 20 de noviembre                            |       |       |       |       |       |       |       |       |       |                                                        |       |       |

|  | Victoria del conjunto local     |
|  | Empate                          |
|  | Victoria del conjunto visitante |

### Jornadas
- Los horarios son correspondientes al tiempo de Costa Rica (UTC-6).
- El calendario de los partidos se dio a conocer el 18 de junio de 2019.[2][3][4][5]

| Jornada 1                                                        | Jornada 1 | Jornada 1             | Jornada 1         | Jornada 1   | Jornada 1 | Jornada 1    | Jornada 1 | Jornada 1  | Jornada 1 |
| Local                                                            | Resultado | Visitante             | Estadio           | Fecha       | Hora      | Espectadores | Canal     | Amonestado | Expulsado |
| ---------------------------------------------------------------- | --------- | --------------------- | ----------------- | ----------- | --------- | ------------ | --------- | ---------- | --------- |
| La U Universitarios                                              | 0 - 1     | C. S. Herediano       | "Coyella" Fonseca | 20 de julio | 18:00     | 665          |           | 7          | 0         |
| A. D. San Carlos                                                 | 1 - 0     | Deportivo Saprissa    | Carlos Ugalde     | 20 de julio | 20:00     | 2.035        | 6         | 0          |           |
| C. S. Cartaginés                                                 | 0 - 0     | Santos de Guápiles    | "Fello" Meza      | 21 de julio | 11:00     | 1.761        |           | 5          | 0         |
| Municipal Grecia                                                 | 1 - 0     | A. D. Jicaral Sercoba | Allen Riggioni    | 21 de julio | 13:30     | 1.179        |           | 1          | 1         |
| Guadalupe F. C.                                                  | 1 - 1     | L. D. Alajuelense     | "Coyella" Fonseca | 21 de julio | 14:00     | 1.088        |           | 4          | 0         |
| Archivo:Miniatura para la ADM de Pérez Zeledón.png Pérez Zeledón | 2 - 0     | Limón F. C.           | Municipal         | 21 de julio | 16:00     | 947          |           | 6          | 0         |
| Total de goles: 7                                                |           |                       |                   |             |           |              |           |            |           |
| Total de Asistencia: 7.675                                       |           |                       |                   |             |           |              |           |            |           |
| Total de Tarjetas Amarillas/Rojas: 29/1                          |           |                       |                   |             |           |              |           |            |           |

| Jornada 2                               | Jornada 2 | Jornada 2                                                        | Jornada 2                    | Jornada 2   | Jornada 2 | Jornada 2    | Jornada 2 | Jornada 2  | Jornada 2 |
| Local                                   | Resultado | Visitante                                                        | Estadio                      | Fecha       | Hora      | Espectadores | Canal     | Amonestado | Expulsado |
| --------------------------------------- | --------- | ---------------------------------------------------------------- | ---------------------------- | ----------- | --------- | ------------ | --------- | ---------- | --------- |
| A. D. Jicaral Sercoba                   | 1 - 1     | C. S. Cartaginés                                                 | Asociación Cívica Jicaraleña | 24 de julio | 15:00     | 705          |           | 8          | 2         |
| Santos de Guápiles                      | 0 - 2     | Guadalupe F. C.                                                  | Ebal Rodríguez               | 24 de julio | 18:00     | 680          | 3         | 0          |           |
| Deportivo Saprissa                      | 3 - 0     | Archivo:Miniatura para la ADM de Pérez Zeledón.png Pérez Zeledón | Ricardo Saprissa             | 24 de julio | 20:00     | 9.986        |           | 7          | 0         |
| A. D. San Carlos                        | 1 - 2     | La U Universitarios                                              | Carlos Ugalde                | 24 de julio | 20:00     | 2.132        |           | 3          | 0         |
| Limón F. C.                             | 1 - 2     | L. D. Alajuelense                                                | Nacional                     | 25 de julio | 11:00     | 4.630        |           | 4          | 1         |
| C. S. Herediano                         | 3 - 0     | Municipal Grecia                                                 | Rosabal Cordero              | 25 de julio | 15:00     | 3.663        |           | 5          | 0         |
| Total de goles: 16                      |           |                                                                  |                              |             |           |              |           |            |           |
| Total de Asistencia: 21.796             |           |                                                                  |                              |             |           |              |           |            |           |
| Total de Tarjetas Amarillas/Rojas: 30/3 |           |                                                                  |                              |             |           |              |           |            |           |

| Jornada 3                               | Jornada 3 | Jornada 3                                                        | Jornada 3                    | Jornada 3   | Jornada 3 | Jornada 3    | Jornada 3 | Jornada 3  | Jornada 3 |
| Local                                   | Resultado | Visitante                                                        | Estadio                      | Fecha       | Hora      | Espectadores | Canal     | Amonestado | Expulsado |
| --------------------------------------- | --------- | ---------------------------------------------------------------- | ---------------------------- | ----------- | --------- | ------------ | --------- | ---------- | --------- |
| L. D. Alajuelense                       | 3 - 2     | C. S. Herediano                                                  | Morera Soto                  | 28 de julio | 11:00     | 8.341        |           | 6          | 2         |
| Municipal Grecia                        | 4 - 0     | Limón F. C.                                                      | Allen Riggioni               | 28 de julio | 13:05     | 971          | 3         | 1          |           |
| C. S. Cartaginés                        | 1 - 0     | A. D. San Carlos                                                 | "Fello" Meza                 | 28 de julio | 13:30     | 2.444        |           | 5          | 0         |
| A. D. Jicaral Sercoba                   | 2 - 0     | La U Universitarios                                              | Asociación Cívica Jicaraleña | 28 de julio | 15:00     | 550          |           | 6          | 1         |
| Santos de Guápiles                      | 4 - 0     | Deportivo Saprissa                                               | Ebal Rodríguez               | 28 de julio | 15:00     | 1.326        |           | 5          | 1         |
| Guadalupe F. C.                         | 1 - 2     | Archivo:Miniatura para la ADM de Pérez Zeledón.png Pérez Zeledón | "Coyella" Fonseca            | 28 de julio | 16:00     | 667          |           | 6          | 0         |
| Total de goles: 19                      |           |                                                                  |                              |             |           |              |           |            |           |
| Total de Asistencia: 14.299             |           |                                                                  |                              |             |           |              |           |            |           |
| Total de Tarjetas Amarillas/Rojas: 31/5 |           |                                                                  |                              |             |           |              |           |            |           |

| Jornada 4                                                        | Jornada 4 | Jornada 4             | Jornada 4        | Jornada 4   | Jornada 4 | Jornada 4    | Jornada 4 | Jornada 4  | Jornada 4 |
| Local                                                            | Resultado | Visitante             | Estadio          | Fecha       | Hora      | Espectadores | Canal     | Amonestado | Expulsado |
| ---------------------------------------------------------------- | --------- | --------------------- | ---------------- | ----------- | --------- | ------------ | --------- | ---------- | --------- |
| C. S. Herediano                                                  | 1 - 2     | A. D. Jicaral Sercoba | Rosabal Cordero  | 3 de agosto | 20:00     | 3.159        |           | 4          | 0         |
| Deportivo Saprissa                                               | 4 - 1     | Guadalupe F. C.       | Ricardo Saprissa | 4 de agosto | 11:00     | 9.399        |           | 3          | 0         |
| La U Universitarios                                              | 0 - 1     | C. S. Cartaginés      | Rosabal Cordero  | 4 de agosto | 15:00     | 451          |           | 8          | 3         |
| Limón F. C.                                                      | 1 - 0     | Santos de Guápiles    | Juan Gobán       | 4 de agosto | 15:00     | 499          |           | 5          | 0         |
| Archivo:Miniatura para la ADM de Pérez Zeledón.png Pérez Zeledón | 1 - 4     | L. D. Alajuelense     | Municipal        | 4 de agosto | 16:00     | 2.718        |           | 0          | 0         |
| A. D. San Carlos                                                 | 4 - 2     | Municipal Grecia      | Carlos Ugalde    | 4 de agosto | 18:00     | 2008         |           | 4          | 0         |
| Total de goles: 21                                               |           |                       |                  |             |           |              |           |            |           |
| Total de Asistencia: 18.234                                      |           |                       |                  |             |           |              |           |            |           |
| Total de Tarjetas Amarillas/Rojas: 24/3                          |           |                       |                  |             |           |              |           |            |           |

| Jornada 5                               | Jornada 5 | Jornada 5                                                        | Jornada 5                    | Jornada 5    | Jornada 5 | Jornada 5    | Jornada 5 | Jornada 5  | Jornada 5 |
| Local                                   | Resultado | Visitante                                                        | Estadio                      | Fecha        | Hora      | Espectadores | Canal     | Amonestado | Expulsado |
| --------------------------------------- | --------- | ---------------------------------------------------------------- | ---------------------------- | ------------ | --------- | ------------ | --------- | ---------- | --------- |
| Santos de Guápiles                      | 4 - 1     | Archivo:Miniatura para la ADM de Pérez Zeledón.png Pérez Zeledón | Ebal Rodríguez               | 10 de agosto | 18:00     | 372          |           | 6          | 0         |
| L. D. Alajuelense                       | 1 - 2     | Deportivo Saprissa                                               | Morera Soto                  | 10 de agosto | 19:00     | 14.537       |           | 8          | 0         |
| Municipal Grecia                        | 3 - 3     | La U Universitarios                                              | Allen Riggioni               | 11 de agosto | 11:00     | 986          | 7         | 0          |           |
| A. D. Jicaral Sercoba                   | 1 - 1     | A. D. San Carlos                                                 | Asociación Cívica Jicaraleña | 11 de agosto | 15:00     | 757          |           | 8          | 0         |
| C. S. Cartaginés                        | 1 - 1     | C. S. Herediano                                                  | "Fello" Meza                 | 11 de agosto | 16:00     | 3.414        |           | 3          | 0         |
| Guadalupe F. C.                         | 4 - 3     | Limón F. C.                                                      | "Coyella" Fonseca            | 11 de agosto | 17:00     | 696          |           | 4          | 1         |
| Total de goles: 25                      |           |                                                                  |                              |              |           |              |           |            |           |
| Total de Asistencia: 20.762             |           |                                                                  |                              |              |           |              |           |            |           |
| Total de Tarjetas Amarillas/Rojas: 37/1 |           |                                                                  |                              |              |           |              |           |            |           |

| Jornada 6                                                        | Jornada 6 | Jornada 6             | Jornada 6        | Jornada 6    | Jornada 6 | Jornada 6    | Jornada 6 | Jornada 6  | Jornada 6 |
| Local                                                            | Resultado | Visitante             | Estadio          | Fecha        | Hora      | Espectadores | Canal     | Amonestado | Expulsado |
| ---------------------------------------------------------------- | --------- | --------------------- | ---------------- | ------------ | --------- | ------------ | --------- | ---------- | --------- |
| A. D. San Carlos                                                 | 2 - 2     | Santos de Guápiles    | Carlos Ugalde    | 14 de agosto | 18:00     | 1.535        |           | 8          | 0         |
| C. S. Herediano                                                  | 3 - 2     | Limón F. C.           | Rosabal Cordero  | 14 de agosto | 20:00     | 2.933        | 4         | 0          |           |
| Deportivo Saprissa                                               | 4 - 0     | A. D. Jicaral Sercoba | Ricardo Saprissa | 14 de agosto | 20:00     | 10.412       |           | 3          | 0         |
| Municipal Grecia                                                 | 1 - 3     | L. D. Alajuelense     | Allen Riggioni   | 15 de agosto | 11:00     | 1.246        |           | 4          | 0         |
| La U Universitarios                                              | 2 - 2     | Guadalupe F. C.       | Rosabal Cordero  | 15 de agosto | 15:00     | 372          |           | 2          | 3         |
| Archivo:Miniatura para la ADM de Pérez Zeledón.png Pérez Zeledón | 1 - 0     | C. S. Cartaginés      | Municipal        | 15 de agosto | 20:00     | 840          |           | 7          | 0         |
| Total de goles: 22                                               |           |                       |                  |              |           |              |           |            |           |
| Total de Asistencia: 17.338                                      |           |                       |                  |              |           |              |           |            |           |
| Total de Tarjetas Amarillas/Rojas: 28/3                          |           |                       |                  |              |           |              |           |            |           |

| Jornada 7                               | Jornada 7 | Jornada 7                                                        | Jornada 7                    | Jornada 7    | Jornada 7 | Jornada 7    | Jornada 7 | Jornada 7  | Jornada 7 |
| Local                                   | Resultado | Visitante                                                        | Estadio                      | Fecha        | Hora      | Espectadores | Canal     | Amonestado | Expulsado |
| --------------------------------------- | --------- | ---------------------------------------------------------------- | ---------------------------- | ------------ | --------- | ------------ | --------- | ---------- | --------- |
| Limón F. C.                             | 3 - 4     | A. D. San Carlos                                                 | Juan Gobán                   | 17 de agosto | 16:00     | 391          |           | 5          | 0         |
| Santos de Guápiles                      | 1 - 1     | Municipal Grecia                                                 | Ebal Rodríguez               | 17 de agosto | 18:00     | 384          |           | 8          | 0         |
| Deportivo Saprissa                      | 2 - 2     | C. S. Cartaginés                                                 | Ricardo Saprissa             | 17 de agosto | 20:00     | 6.446        |           | 4          | 0         |
| C. S. Herediano                         | 2 - 0     | Guadalupe F. C.                                                  | Rosabal Cordero              | 17 de agosto | 20:00     | 2.084        |           | 8          | 0         |
| A. D. Jicaral Sercoba                   | 1 - 0     | Archivo:Miniatura para la ADM de Pérez Zeledón.png Pérez Zeledón | Asociación Cívica Jicaraleña | 18 de agosto | 15:00     | 600          |           | 9          | 0         |
| L. D. Alajuelense                       | 4 - 1     | La U Universitarios                                              | Morera Soto                  | 18 de agosto | 16:00     | 5.490        |           | 8          | 0         |
| Total de goles: 21                      |           |                                                                  |                              |              |           |              |           |            |           |
| Total de Asistencia: 15.395             |           |                                                                  |                              |              |           |              |           |            |           |
| Total de Tarjetas Amarillas/Rojas: 42/0 |           |                                                                  |                              |              |           |              |           |            |           |

| Jornada 8                                                        | Jornada 8 | Jornada 8             | Jornada 8         | Jornada 8        | Jornada 8 | Jornada 8    | Jornada 8 | Jornada 8  | Jornada 8 |
| Local                                                            | Resultado | Visitante             | Estadio           | Fecha            | Hora      | Espectadores | Canal     | Amonestado | Expulsado |
| ---------------------------------------------------------------- | --------- | --------------------- | ----------------- | ---------------- | --------- | ------------ | --------- | ---------- | --------- |
| L. D. Alajuelense                                                | 2 - 2     | Santos de Guápiles    | Morera Soto       | 24 de agosto     | 19:00     | 5.259        |           | 6          | 0         |
| C. S. Cartaginés                                                 | 4 - 1     | Municipal Grecia      | "Fello" Meza      | 25 de agosto     | 11:00     | 2.089        |           | 6          | 0         |
| Guadalupe F. C.                                                  | 1 - 1     | A. D. Jicaral Sercoba | "Coyella" Fonseca | 25 de agosto     | 15:00     | 715          |           | 5          | 1         |
| Limón F. C.                                                      | 1 - 1     | Deportivo Saprissa    | Juan Gobán        | 25 de agosto     | 15:00     | 1.343        |           | 6          | 0         |
| Archivo:Miniatura para la ADM de Pérez Zeledón.png Pérez Zeledón | 1 - 0     | La U Universitarios   | Municipal         | 25 de agosto     | 16:00     | 593          |           | 6          | 0         |
| A. D. San Carlos                                                 | 1 - 0     | C. S. Herediano       | Carlos Ugalde     | 15 de septiembre | 18:00     | 2.315        |           | 6          | 0         |
| Total de goles: 15                                               |           |                       |                   |                  |           |              |           |            |           |
| Total de Asistencia: 12.314                                      |           |                       |                   |                  |           |              |           |            |           |
| Total de Tarjetas Amarillas/Rojas: 29/1                          |           |                       |                   |                  |           |              |           |            |           |

| Jornada 9                               | Jornada 9 | Jornada 9                                                        | Jornada 9                    | Jornada 9       | Jornada 9 | Jornada 9    | Jornada 9 | Jornada 9  | Jornada 9 |
| Local                                   | Resultado | Visitante                                                        | Estadio                      | Fecha           | Hora      | Espectadores | Canal     | Amonestado | Expulsado |
| --------------------------------------- | --------- | ---------------------------------------------------------------- | ---------------------------- | --------------- | --------- | ------------ | --------- | ---------- | --------- |
| La U Universitarios                     | 2 - 0     | Limón F. C.                                                      | Rosabal Cordero              | 31 de agosto    | 15:00     | 340          |           | 6          | 0         |
| A. D. San Carlos                        | 5 - 2     | Archivo:Miniatura para la ADM de Pérez Zeledón.png Pérez Zeledón | Carlos Ugalde                | 31 de agosto    | 19:30     | 1.419        | 3         | 0          |           |
| C. S. Cartaginés                        | 0 - 4     | L. D. Alajuelense                                                | "Fello" Meza                 | 1 de septiembre | 11:00     | 8.324        |           | 5          | 3         |
| Municipal Grecia                        | 2 - 1     | Guadalupe F. C.                                                  | Allen Riggioni               | 1 de septiembre | 11:00     | 940          |           | 6          | 0         |
| A. D. Jicaral Sercoba                   | 1 - 1     | Santos de Guápiles                                               | Asociación Cívica Jicaraleña | 1 de septiembre | 15:15     | 603          |           | 10         | 0         |
| C. S. Herediano                         | 4 - 0     | Deportivo Saprissa                                               | Rosabal Cordero              | 12 de octubre   | 20:00     | 5.263        |           | 4          | 1         |
| Total de goles: 22                      |           |                                                                  |                              |                 |           |              |           |            |           |
| Total de Asistencia: 16.889             |           |                                                                  |                              |                 |           |              |           |            |           |
| Total de Tarjetas Amarillas/Rojas: 34/4 |           |                                                                  |                              |                 |           |              |           |            |           |

| Jornada 10                                                       | Jornada 10 | Jornada 10            | Jornada 10        | Jornada 10       | Jornada 10 | Jornada 10   | Jornada 10 | Jornada 10 | Jornada 10 |
| Local                                                            | Resultado  | Visitante             | Estadio           | Fecha            | Hora       | Espectadores | Canal      | Amonestado | Expulsado  |
| ---------------------------------------------------------------- | ---------- | --------------------- | ----------------- | ---------------- | ---------- | ------------ | ---------- | ---------- | ---------- |
| Limón F. C.                                                      | 1 - 0      | A. D. Jicaral Sercoba | Juan Gobán        | 4 de septiembre  | 15:05      | 538          |            | 4          | 0          |
| L. D. Alajuelense                                                | 1 - 0      | A. D. San Carlos      | Morera Soto       | 4 de septiembre  | 20:00      | 4.729        |            | 8          | 2          |
| Archivo:Miniatura para la ADM de Pérez Zeledón.png Pérez Zeledón | 1 - 1      | Municipal Grecia      | Municipal         | 4 de septiembre  | 20:00      | 720          |            | 7          | 0          |
| Santos de Guápiles                                               | 1 - 1      | C. S. Herediano       | Ebal Rodríguez    | 4 de septiembre  | 20:00      | 674          |            | 4          | 0          |
| Guadalupe F. C.                                                  | 1 - 0      | C. S. Cartaginés      | "Coyella" Fonseca | 5 de septiembre  | 20:00      | 774          |            | 5          | 0          |
| Deportivo Saprissa                                               | 4 - 0      | La U Universitarios   | Ricardo Saprissa  | 14 de septiembre | 20:00      | 8.178        |            | 4          | 0          |
| Total de goles: 11                                               |            |                       |                   |                  |            |              |            |            |            |
| Total de Asistencia: 15.613                                      |            |                       |                   |                  |            |              |            |            |            |
| Total de Tarjetas Amarillas/Rojas: 32/2                          |            |                       |                   |                  |            |              |            |            |            |

| Jornada 11                              | Jornada 11 | Jornada 11                                                       | Jornada 11                   | Jornada 11      | Jornada 11 | Jornada 11   | Jornada 11 | Jornada 11 | Jornada 11 |
| Local                                   | Resultado  | Visitante                                                        | Estadio                      | Fecha           | Hora       | Espectadores | Canal      | Amonestado | Expulsado  |
| --------------------------------------- | ---------- | ---------------------------------------------------------------- | ---------------------------- | --------------- | ---------- | ------------ | ---------- | ---------- | ---------- |
| C. S. Herediano                         | 4 - 1      | Archivo:Miniatura para la ADM de Pérez Zeledón.png Pérez Zeledón | Rosabal Cordero              | 7 de septiembre | 20:00      | 2.813        |            | 6          | 1          |
| A. D. San Carlos                        | 3 - 1      | Guadalupe F. C.                                                  | Carlos Ugalde                | 7 de septiembre | 20:00      | 1.790        |            | 1          | 0          |
| C. S. Cartaginés                        | 3 - 0      | Limón F. C.                                                      | "Fello" Meza                 | 8 de septiembre | 11:00      | 1.315        |            | 5          | 0          |
| Municipal Grecia                        | 0 - 6      | Deportivo Saprissa                                               | Nacional                     | 8 de septiembre | 13:00      | 1.665        |            | 1          | 0          |
| La U Universitarios                     | 1 - 2      | Santos de Guápiles                                               | Rosabal Cordero              | 8 de septiembre | 15:00      | 333          |            | 9          | 1          |
| A. D. Jicaral Sercoba                   | 0 - 2      | L. D. Alajuelense                                                | Asociación Cívica Jicaraleña | 8 de septiembre | 15:00      | 1.416        |            | 9          | 0          |
| Total de goles: 23                      |            |                                                                  |                              |                 |            |              |            |            |            |
| Total de Asistencia: 9.332              |            |                                                                  |                              |                 |            |              |            |            |            |
| Total de Tarjetas Amarillas/Rojas: 31/2 |            |                                                                  |                              |                 |            |              |            |            |            |

| Jornada 12                              | Jornada 12 | Jornada 12                                                       | Jornada 12                   | Jornada 12       | Jornada 12 | Jornada 12   | Jornada 12 | Jornada 12 | Jornada 12 |
| Local                                   | Resultado  | Visitante                                                        | Estadio                      | Fecha            | Hora       | Espectadores | Canal      | Amonestado | Expulsado  |
| --------------------------------------- | ---------- | ---------------------------------------------------------------- | ---------------------------- | ---------------- | ---------- | ------------ | ---------- | ---------- | ---------- |
| C. S. Herediano                         | 0 - 0      | La U Universitarios                                              | Rosabal Cordero              | 10 de septiembre | 20:00      | 3.147        |            | 7          | 0          |
| A. D. Jicaral Sercoba                   | 2 - 0      | Municipal Grecia                                                 | Asociación Cívica Jicaraleña | 11 de septiembre | 15:00      | 373          |            | 4          | 0          |
| Limón F. C.                             | 1 - 1      | Archivo:Miniatura para la ADM de Pérez Zeledón.png Pérez Zeledón | Juan Gobán                   | 11 de septiembre | 15:00      | 517          |            | 7          | 0          |
| Deportivo Saprissa                      | 3 - 1      | A. D. San Carlos                                                 | Ricardo Saprissa             | 11 de septiembre | 20:00      | 9.529        |            | 1          | 0          |
| Santos de Guápiles                      | 2 - 1      | C. S. Cartaginés                                                 | Ebal Rodríguez               | 12 de septiembre | 20:00      | 756          |            | 5          | 0          |
| L. D. Alajuelense                       | 2 - 1      | Guadalupe F. C.                                                  | Morera Soto                  | 13 de septiembre | 20:00      | 5.028        |            | 3          | 0          |
| Total de goles: 14                      |            |                                                                  |                              |                  |            |              |            |            |            |
| Total de Asistencia: 19.350             |            |                                                                  |                              |                  |            |              |            |            |            |
| Total de Tarjetas Amarillas/Rojas: 27/0 |            |                                                                  |                              |                  |            |              |            |            |            |

| Jornada 13                                                       | Jornada 13 | Jornada 13            | Jornada 13        | Jornada 13       | Jornada 13 | Jornada 13   | Jornada 13 | Jornada 13 | Jornada 13 |
| Local                                                            | Resultado  | Visitante             | Estadio           | Fecha            | Hora       | Espectadores | Canal      | Amonestado | Expulsado  |
| ---------------------------------------------------------------- | ---------- | --------------------- | ----------------- | ---------------- | ---------- | ------------ | ---------- | ---------- | ---------- |
| L. D. Alajuelense                                                | 2 - 1      | Limón F. C.           | Morera Soto       | 17 de septiembre | 20:00      | 4.683        |            | 1          | 0          |
| Municipal Grecia                                                 | 2 - 2      | C. S. Herediano       | Allen Riggioni    | 18 de septiembre | 13:00      | 460          | 4          | 3          |            |
| La U Universitarios                                              | 1 - 1      | A. D. San Carlos      | Rosabal Cordero   | 18 de septiembre | 15:00      | 370          |            | 9          | 0          |
| Guadalupe F. C.                                                  | 2 - 4      | Santos de Guápiles    | "Coyella" Fonseca | 18 de septiembre | 18:00      | 692          | 8          | 1          |            |
| C. S. Cartaginés                                                 | 0 - 1      | A. D. Jicaral Sercoba | "Fello" Meza      | 19 de septiembre | 15:00      | 1.434        |            | 7          | 0          |
| Archivo:Miniatura para la ADM de Pérez Zeledón.png Pérez Zeledón | 0 - 1      | Deportivo Saprissa    | Municipal         | 19 de septiembre | 20:00      | 2.243        | 8          | 0          |            |
| Total de goles: 17                                               |            |                       |                   |                  |            |              |            |            |            |
| Total de Asistencia: 9.882                                       |            |                       |                   |                  |            |              |            |            |            |
| Total de Tarjetas Amarillas/Rojas:37/4                           |            |                       |                   |                  |            |              |            |            |            |

| Jornada 14                                                       | Jornada 14 | Jornada 14            | Jornada 14       | Jornada 14       | Jornada 14 | Jornada 14   | Jornada 14 | Jornada 14 | Jornada 14 |
| Local                                                            | Resultado  | Visitante             | Estadio          | Fecha            | Hora       | Espectadores | Canal      | Amonestado | Expulsado  |
| ---------------------------------------------------------------- | ---------- | --------------------- | ---------------- | ---------------- | ---------- | ------------ | ---------- | ---------- | ---------- |
| Deportivo Saprissa                                               | 2 - 2      | Santos de Guápiles    | Ricardo Saprissa | 21 de septiembre | 20:00      | 7.830        |            | 6          | 0          |
| La U Universitarios                                              | 1 - 2      | A. D. Jicaral Sercoba | Carlos Alvarado  | 22 de septiembre | 11:00      | 413          |            | 11         | 0          |
| Limón F. C.                                                      | 1 - 0      | Municipal Grecia      | Juan Gobán       | 22 de septiembre | 15:00      | 453          |            | 1          | 0          |
| Archivo:Miniatura para la ADM de Pérez Zeledón.png Pérez Zeledón | 0 - 1      | Guadalupe F. C.       | Municipal        | 22 de septiembre | 16:00      | 535          |            | 9          | 0          |
| C. S. Herediano                                                  | 0 - 1      | L. D. Alajuelense     | Rosabal Cordero  | 22 de septiembre | 17:00      | 4.150        |            | 11         | 0          |
| A. D. San Carlos                                                 | 2 - 4      | C. S. Cartaginés      | Carlos Ugalde    | 22 de septiembre | 18:00      | 2.212        |            | 8          | 0          |
| Total de goles: 16                                               |            |                       |                  |                  |            |              |            |            |            |
| Total de Asistencia: 15.593                                      |            |                       |                  |                  |            |              |            |            |            |
| Total de Tarjetas Amarillas/Rojas: 46/0                          |            |                       |                  |                  |            |              |            |            |            |

| Jornada 15                              | Jornada 15 | Jornada 15                                                       | Jornada 15                   | Jornada 15       | Jornada 15 | Jornada 15   | Jornada 15 | Jornada 15 | Jornada 15 |
| Local                                   | Resultado  | Visitante                                                        | Estadio                      | Fecha            | Hora       | Espectadores | Canal      | Amonestado | Expulsado  |
| --------------------------------------- | ---------- | ---------------------------------------------------------------- | ---------------------------- | ---------------- | ---------- | ------------ | ---------- | ---------- | ---------- |
| Guadalupe F. C.                         | 2 - 1      | Deportivo Saprissa                                               | "Coyella" Fonseca            | 28 de septiembre | 16:00      | 984          |            | 3          | 0          |
| L. D. Alajuelense                       | 1 - 1      | Archivo:Miniatura para la ADM de Pérez Zeledón.png Pérez Zeledón | Morera Soto                  | 29 de septiembre | 11:00      | 7.419        |            | 5          | 1          |
| C. S. Cartaginés                        | 4 - 3      | La U Universitarios                                              | "Fello" Meza                 | 29 de septiembre | 11:00      | 2.423        |            | 6          | 0          |
| Municipal Grecia                        | 1 - 1      | A. D. San Carlos                                                 | Allen Riggioni               | 29 de septiembre | 15:00      | 482          |            | 3          | 0          |
| A. D. Jicaral Sercoba                   | 1 - 2      | C. S. Herediano                                                  | Asociación Cívica Jicaraleña | 29 de septiembre | 15:00      | 874          |            | 6          | 1          |
| Santos de Guápiles                      | 1 - 1      | Limón F. C.                                                      | Ebal Rodríguez               | 29 de septiembre | 18:00      | 935          | 6          | 1          |            |
| Total de goles: 19                      |            |                                                                  |                              |                  |            |              |            |            |            |
| Total de Asistencia: 13.117             |            |                                                                  |                              |                  |            |              |            |            |            |
| Total de Tarjetas Amarillas/Rojas: 29/3 |            |                                                                  |                              |                  |            |              |            |            |            |

| Jornada 16                                                       | Jornada 16 | Jornada 16            | Jornada 16       | Jornada 16   | Jornada 16 | Jornada 16   | Jornada 16 | Jornada 16 | Jornada 16 |
| Local                                                            | Resultado  | Visitante             | Estadio          | Fecha        | Hora       | Espectadores | Canal      | Amonestado | Expulsado  |
| ---------------------------------------------------------------- | ---------- | --------------------- | ---------------- | ------------ | ---------- | ------------ | ---------- | ---------- | ---------- |
| Archivo:Miniatura para la ADM de Pérez Zeledón.png Pérez Zeledón | 2 - 1      | Santos de Guápiles    | Municipal        | 5 de octubre | 20:00      | 662          |            | 3          | 0          |
| Deportivo Saprissa                                               | 2 - 5      | L. D. Alajuelense     | Ricardo Saprissa | 6 de octubre | 11:00      | 19.165       |            | 6          | 2          |
| La U Universitarios                                              | 2 - 1      | Municipal Grecia      | Carlos Alvarado  | 6 de octubre | 11:00      | 317          |            | 8          | 0          |
| Limón F. C.                                                      | 2 - 1      | Guadalupe F. C.       | Juan Gobán       | 6 de octubre | 15:00      | 626          |            | 2          | 1          |
| A. D. San Carlos                                                 | 2 - 1      | A. D. Jicaral Sercoba | Carlos Ugalde    | 6 de octubre | 17:00      | 1.830        |            | 11         | 1          |
| C. S. Herediano                                                  | 3 - 0      | C. S. Cartaginés      | Rosabal Cordero  | 6 de octubre | 17:00      | 3.312        |            | 3          | 0          |
| Total de goles: 22                                               |            |                       |                  |              |            |              |            |            |            |
| Total de Asistencia: 25.912                                      |            |                       |                  |              |            |              |            |            |            |
| Total de Tarjetas Amarillas/Rojas: 33/4                          |            |                       |                  |              |            |              |            |            |            |

| Jornada 17                              | Jornada 17 | Jornada 17                                                       | Jornada 17                   | Jornada 17      | Jornada 17 | Jornada 17   | Jornada 17 | Jornada 17 | Jornada 17 |
| Local                                   | Resultado  | Visitante                                                        | Estadio                      | Fecha           | Hora       | Espectadores | Canal      | Amonestado | Expulsado  |
| --------------------------------------- | ---------- | ---------------------------------------------------------------- | ---------------------------- | --------------- | ---------- | ------------ | ---------- | ---------- | ---------- |
| Limón F. C.                             | 1 - 0      | C. S. Herediano                                                  | Juan Gobán                   | 9 de octubre    | 15:00      | 747          |            | 6          | 0          |
| Guadalupe F. C.                         | 1 - 0      | La U Universitarios                                              | "Coyella" Fonseca            | 10 de octubre   | 17:00      | 607          |            | 7          | 2          |
| Santos de Guápiles                      | 1 - 3      | A. D. San Carlos                                                 | Ebal Rodríguez               | 11 de octubre   | 18:00      | 895          | 7          | 0          |            |
| L. D. Alajuelense                       | 1 - 0      | Municipal Grecia                                                 | Morera Soto                  | 11 de octubre   | 19:30      | 5.044        |            | 3          | 1          |
| C. S. Cartaginés                        | 2 - 2      | Archivo:Miniatura para la ADM de Pérez Zeledón.png Pérez Zeledón | "Fello" Meza                 | 13 de octubre   | 11:00      | 1.478        |            | 13         | 4          |
| A. D. Jicaral Sercoba                   | 2 - 5      | Deportivo Saprissa                                               | Asociación Cívica Jicaraleña | 10 de noviembre | 15:00      | 1.148        |            | 5          | 1          |
| Total de goles: 18                      |            |                                                                  |                              |                 |            |              |            |            |            |
| Total de Asistencia: 9.919              |            |                                                                  |                              |                 |            |              |            |            |            |
| Total de Tarjetas Amarillas/Rojas: 41/8 |            |                                                                  |                              |                 |            |              |            |            |            |

| Jornada 18                                                       | Jornada 18 | Jornada 18            | Jornada 18        | Jornada 18    | Jornada 18 | Jornada 18   | Jornada 18 | Jornada 18 | Jornada 18 |
| Local                                                            | Resultado  | Visitante             | Estadio           | Fecha         | Hora       | Espectadores | Canal      | Amonestado | Expulsado  |
| ---------------------------------------------------------------- | ---------- | --------------------- | ----------------- | ------------- | ---------- | ------------ | ---------- | ---------- | ---------- |
| A. D. San Carlos                                                 | 2 - 2      | Limón F. C.           | Carlos Ugalde     | 15 de octubre | 20:00      | 1.935        |            | 2          | 0          |
| Municipal Grecia                                                 | 3 - 1      | Santos de Guápiles    | Allen Riggioni    | 16 de octubre | 15:00      | 332          |            | 6          | 0          |
| Guadalupe F. C.                                                  | 1 - 1      | C. S. Herediano       | "Coyella" Fonseca | 16 de octubre | 20:00      | 843          |            | 7          | 0          |
| Archivo:Miniatura para la ADM de Pérez Zeledón.png Pérez Zeledón | 1 - 1      | A. D. Jicaral Sercoba | Municipal         | 16 de octubre | 20:00      | 840          |            | 6          | 1          |
| C. S. Cartaginés                                                 | 1 - 2      | Deportivo Saprissa    | "Fello" Meza      | 16 de octubre | 20:00      | 4.183        |            | 7          | 1          |
| La U Universitarios                                              | 0 - 3      | L. D. Alajuelense     | Rosabal Cordero   | 17 de octubre | 20:00      | 1.651        |            | 1          | 0          |
| Total de goles: 18                                               |            |                       |                   |               |            |              |            |            |            |
| Total de Asistencia: 9.784                                       |            |                       |                   |               |            |              |            |            |            |
| Total de Tarjetas Amarillas/Rojas: 29/2                          |            |                       |                   |               |            |              |            |            |            |

| Jornada 19                              | Jornada 19 | Jornada 19                                                       | Jornada 19                   | Jornada 19    | Jornada 19 | Jornada 19   | Jornada 19 | Jornada 19 | Jornada 19 |
| Local                                   | Resultado  | Visitante                                                        | Estadio                      | Fecha         | Hora       | Espectadores | Canal      | Amonestado | Expulsado  |
| --------------------------------------- | ---------- | ---------------------------------------------------------------- | ---------------------------- | ------------- | ---------- | ------------ | ---------- | ---------- | ---------- |
| C. S. Herediano                         | 3 - 1      | A. D. San Carlos                                                 | Rosabal Cordero              | 19 de octubre | 20:00      | 3.201        |            | 7          | 0          |
| La U Universitarios                     | 1 - 1      | Archivo:Miniatura para la ADM de Pérez Zeledón.png Pérez Zeledón | Carlos Alvarado              | 20 de octubre | 11:05      | 342          |            | 4          | 2          |
| Municipal Grecia                        | 0 - 1      | C. S. Cartaginés                                                 | Allen Riggioni               | 20 de octubre | 11:10      | 491          |            | 6          | 3          |
| A. D. Jicaral Sercoba                   | 2 - 0      | Guadalupe F. C.                                                  | Asociación Cívica Jicaraleña | 20 de octubre | 15:00      | 382          |            | 4          | 0          |
| Santos de Guápiles                      | 0 - 2      | L. D. Alajuelense                                                | Ebal Rodríguez               | 20 de octubre | 15:00      | 2.657        |            | 2          | 0          |
| Deportivo Saprissa                      | 6 - 0      | Limón F. C.                                                      | Ricardo Saprissa             | 21 de octubre | 11:00      | 4.657        |            | 3          | 1          |
| Total de goles: 17                      |            |                                                                  |                              |               |            |              |            |            |            |
| Total de Asistencia: 11.730             |            |                                                                  |                              |               |            |              |            |            |            |
| Total de Tarjetas Amarillas/Rojas: 26/6 |            |                                                                  |                              |               |            |              |            |            |            |

| Jornada 20                                                       | Jornada 20 | Jornada 20            | Jornada 20        | Jornada 20    | Jornada 20 | Jornada 20   | Jornada 20 | Jornada 20 | Jornada 20 |
| Local                                                            | Resultado  | Visitante             | Estadio           | Fecha         | Hora       | Espectadores | Canal      | Amonestado | Expulsado  |
| ---------------------------------------------------------------- | ---------- | --------------------- | ----------------- | ------------- | ---------- | ------------ | ---------- | ---------- | ---------- |
| Archivo:Miniatura para la ADM de Pérez Zeledón.png Pérez Zeledón | 3 - 0      | A. D. San Carlos      | Municipal         | 26 de octubre | 20:00      | 886          |            | 9          | 0          |
| Deportivo Saprissa                                               | 2 - 1      | C. S. Herediano       | Ricardo Saprissa  | 27 de octubre | 11:00      | 9.911        |            | 5          | 0          |
| L. D. Alajuelense                                                | 1 - 1      | C. S. Cartaginés      | Morera Soto       | 27 de octubre | 11:00      | 7.812        |            | 7          | 0          |
| Guadalupe F. C.                                                  | 2 - 1      | Municipal Grecia      | "Coyella" Fonseca | 27 de octubre | 14:00      | 624          |            | 4          | 0          |
| Limón F. C.                                                      | 1 - 0      | La U Universitarios   | Juan Gobán        | 27 de octubre | 15:00      | 488          |            | 4          | 0          |
| Santos de Guápiles                                               | 1 - 1      | A. D. Jicaral Sercoba | Ebal Rodríguez    | 27 de octubre | 20:00      | 771          |            | 11         | 0          |
| Total de goles: 14                                               |            |                       |                   |               |            |              |            |            |            |
| Total de Asistencia: 20.492                                      |            |                       |                   |               |            |              |            |            |            |
| Total de Tarjetas Amarillas/Rojas: 40/0                          |            |                       |                   |               |            |              |            |            |            |

| Jornada 21                              | Jornada 21 | Jornada 21                                                       | Jornada 21                   | Jornada 21     | Jornada 21 | Jornada 21   | Jornada 21 | Jornada 21 | Jornada 21 |
| Local                                   | Resultado  | Visitante                                                        | Estadio                      | Fecha          | Hora       | Espectadores | Canal      | Amonestado | Expulsado  |
| --------------------------------------- | ---------- | ---------------------------------------------------------------- | ---------------------------- | -------------- | ---------- | ------------ | ---------- | ---------- | ---------- |
| A. D. San Carlos                        | 3 - 1      | L. D. Alajuelense                                                | Carlos Ugalde                | 2 de noviembre | 19:30      | 2.865        |            | 6          | 1          |
| C. S. Herediano                         | 6 - 2      | Santos de Guápiles                                               | Rosabal Cordero              | 2 de noviembre | 20:00      | 3.140        |            | 5          | 0          |
| Municipal Grecia                        | 0 - 0      | Archivo:Miniatura para la ADM de Pérez Zeledón.png Pérez Zeledón | Allen Riggioni               | 3 de noviembre | 11:05      | 439          |            | 4          | 0          |
| C. S. Cartaginés                        | 2 - 1      | Guadalupe F. C.                                                  | "Fello" Meza                 | 3 de noviembre | 11:05      | 1.280        |            | 7          | 0          |
| A. D. Jicaral Sercoba                   | 0 - 2      | Limón F. C.                                                      | Asociación Cívica Jicaraleña | 3 de noviembre | 15:00      | 580          |            | 8          | 1          |
| La U Universitarios                     | 0 - 0      | Deportivo Saprissa                                               | Rosabal Cordero              | 3 de noviembre | 17:00      | 1.200        | 2          | 0          |            |
| Total de goles: 17                      |            |                                                                  |                              |                |            |              |            |            |            |
| Total de Asistencia: 9.504              |            |                                                                  |                              |                |            |              |            |            |            |
| Total de Tarjetas Amarillas/Rojas: 32/2 |            |                                                                  |                              |                |            |              |            |            |            |

| Jornada 22                                                       | Jornada 22 | Jornada 22            | Jornada 22        | Jornada 22      | Jornada 22 | Jornada 22   | Jornada 22 | Jornada 22 | Jornada 22 |
| Local                                                            | Resultado  | Visitante             | Estadio           | Fecha           | Hora       | Espectadores | Canal      | Amonestado | Expulsado  |
| ---------------------------------------------------------------- | ---------- | --------------------- | ----------------- | --------------- | ---------- | ------------ | ---------- | ---------- | ---------- |
| Santos de Guápiles                                               | 1 - 4      | La U Universitarios   | Ebal Rodríguez    | 9 de noviembre  | 18:00      | 377          |            | 4          | 2          |
| Archivo:Miniatura para la ADM de Pérez Zeledón.png Pérez Zeledón | 1 - 0      | C. S. Herediano       | Municipal         | 16 de noviembre | 17:00      | 899          |            | 5          | 0          |
| Deportivo Saprissa                                               | 0 - 2      | Municipal Grecia      | Nacional          | 16 de noviembre | 20:00      | 4.582        |            | 2          | 0          |
| L. D. Alajuelense                                                | 3 - 1      | A. D. Jicaral Sercoba | Morera Soto       | 19 de noviembre | 20:00      | 4.630        |            | 9          | 2          |
| Limón F. C.                                                      | 0 - 2      | C. S. Cartaginés      | Ebal Rodríguez    | 20 de noviembre | 20:00      | 361          | 4          | 0          |            |
| Guadalupe F. C.                                                  | 2 - 2      | A. D. San Carlos      | "Coyella" Fonseca | 20 de noviembre | 20:00      | 745          |            | 5          | 0          |
| Total de goles: 18                                               |            |                       |                   |                 |            |              |            |            |            |
| Total de Asistencia: 11.594                                      |            |                       |                   |                 |            |              |            |            |            |
| Total de Tarjetas Amarillas/Rojas: 29/4                          |            |                       |                   |                 |            |              |            |            |            |

## Fase Final
|  | Semifinales                                                          | Semifinales                                                          | Semifinales                                                          | Semifinales                                                          | Semifinales                                                          |   |                   | Final Segunda Ronda                          | Final Segunda Ronda                          | Final Segunda Ronda                          | Final Segunda Ronda                          | Final Segunda Ronda                          |  |                   | Final Apertura                                 | Final Apertura                                 | Final Apertura                                 | Final Apertura                                 | Final Apertura                                 |  |
|  | 23 y 24 de noviembre (Ida) 30 de noviembre y 1 de diciembre (Vuelta) | 23 y 24 de noviembre (Ida) 30 de noviembre y 1 de diciembre (Vuelta) | 23 y 24 de noviembre (Ida) 30 de noviembre y 1 de diciembre (Vuelta) | 23 y 24 de noviembre (Ida) 30 de noviembre y 1 de diciembre (Vuelta) | 23 y 24 de noviembre (Ida) 30 de noviembre y 1 de diciembre (Vuelta) |   |                   | 4 de diciembre (Ida) 8 de diciembre (Vuelta) | 4 de diciembre (Ida) 8 de diciembre (Vuelta) | 4 de diciembre (Ida) 8 de diciembre (Vuelta) | 4 de diciembre (Ida) 8 de diciembre (Vuelta) | 4 de diciembre (Ida) 8 de diciembre (Vuelta) |  |                   | 15 de diciembre (Ida) 21 de diciembre (Vuelta) | 15 de diciembre (Ida) 21 de diciembre (Vuelta) | 15 de diciembre (Ida) 21 de diciembre (Vuelta) | 15 de diciembre (Ida) 21 de diciembre (Vuelta) | 15 de diciembre (Ida) 21 de diciembre (Vuelta) |  |
|  |                                                                      |                                                                      |                                                                      |                                                                      |                                                                      |   |                   |                                              |                                              |                                              |                                              |                                              |  |                   |                                                |                                                |                                                |                                                |                                                |  |
|  |                                                                      |                                                                      |                                                                      |                                                                      |                                                                      |   |                   |                                              |                                              |                                              |                                              |                                              |  |                   |                                                |                                                |                                                |                                                |                                                |  |
|  | 1                                                                    | L. D. Alajuelense                                                    | 0                                                                    | 3                                                                    | 3                                                                    |   |                   |                                              |                                              |                                              |                                              |                                              |  |                   |                                                |                                                |                                                |                                                |                                                |  |
|  | 1                                                                    | L. D. Alajuelense                                                    | 0                                                                    | 3                                                                    | 3                                                                    |   |                   |                                              |                                              |                                              |                                              |                                              |  |                   |                                                |                                                |                                                |                                                |                                                |  |
|  | 4                                                                    | A. D. San Carlos                                                     | 0                                                                    | 0                                                                    | 0                                                                    |   |                   |                                              |                                              |                                              |                                              |                                              |  |                   |                                                |                                                |                                                |                                                |                                                |  |
|  | 4                                                                    | A. D. San Carlos                                                     | 0                                                                    | 0                                                                    | 0                                                                    |   | L. D. Alajuelense | L. D. Alajuelense                            | 0                                            | 0                                            | 0                                            |                                              |  |                   |                                                |                                                |                                                |                                                |                                                |  |
|  |                                                                      |                                                                      |                                                                      |                                                                      |                                                                      |   | L. D. Alajuelense | L. D. Alajuelense                            | 0                                            | 0                                            | 0                                            |                                              |  |                   |                                                |                                                |                                                |                                                |                                                |  |
|  |                                                                      |                                                                      | C. S. Herediano                                                      | C. S. Herediano                                                      | 2                                                                    | 0 | 2                 |                                              |                                              |                                              |                                              |                                              |  |                   |                                                |                                                |                                                |                                                |                                                |  |
|  | 2                                                                    | Deportivo Saprissa                                                   | C. S. Herediano                                                      | C. S. Herediano                                                      | 2                                                                    | 0 | 2                 | 1                                            | 1                                            | 2 (4)                                        |                                              |                                              |  |                   |                                                |                                                |                                                |                                                |                                                |  |
|  | 2                                                                    | Deportivo Saprissa                                                   |                                                                      |                                                                      |                                                                      |   |                   |                                              |                                              | 2 (4)                                        |                                              |                                              |  |                   |                                                |                                                |                                                |                                                |                                                |  |
|  | 3                                                                    | C. S. Herediano                                                      | 1                                                                    | 1                                                                    | 2 (5)                                                                |   |                   |                                              |                                              |                                              |                                              |                                              |  |                   |                                                |                                                |                                                |                                                |                                                |  |
|  | 3                                                                    | C. S. Herediano                                                      | 1                                                                    | 1                                                                    | 2 (5)                                                                |   |                   |                                              |                                              |                                              |                                              |                                              |  | L. D. Alajuelense | L. D. Alajuelense                              | 0                                              | 2                                              | 2 (4)                                          |                                                |  |
|  |                                                                      |                                                                      |                                                                      |                                                                      |                                                                      |   |                   |                                              |                                              |                                              |                                              |                                              |  | L. D. Alajuelense | L. D. Alajuelense                              | 0                                              | 2                                              | 2 (4)                                          |                                                |  |
|  |                                                                      |                                                                      | C. S. Herediano                                                      | C. S. Herediano                                                      | 1                                                                    | 1 | 2(5)              |                                              |                                              |                                              |                                              |                                              |  |                   |                                                |                                                |                                                |                                                |                                                |  |
|  |                                                                      |                                                                      | C. S. Herediano                                                      | C. S. Herediano                                                      | 1                                                                    | 1 | 2(5)              |                                              |                                              |                                              |                                              |                                              |  |                   |                                                |                                                |                                                |                                                |                                                |  |
|  |                                                                      |                                                                      |                                                                      |                                                                      |                                                                      |   |                   |                                              |                                              |                                              |                                              |                                              |  |                   |                                                |                                                |                                                |                                                |                                                |  |
|  |                                                                      |                                                                      |                                                                      |                                                                      |                                                                      |   |                   |                                              |                                              |                                              |                                              |                                              |  |                   |                                                |                                                |                                                |                                                |                                                |  |
|  |                                                                      |                                                                      |                                                                      |                                                                      |                                                                      |   |                   |                                              |                                              |                                              |                                              |                                              |  |                   |                                                |                                                |                                                |                                                |                                                |  |
|  |                                                                      |                                                                      |                                                                      |                                                                      |                                                                      |   |                   |                                              |                                              |                                              |                                              |                                              |  |                   |                                                |                                                |                                                |                                                |                                                |  |
|  |                                                                      |                                                                      |                                                                      |                                                                      |                                                                      |   |                   |                                              |                                              |                                              |                                              |                                              |  |                   |                                                |                                                |                                                |                                                |                                                |  |
|  |                                                                      |                                                                      |                                                                      |                                                                      |                                                                      |   |                   |                                              |                                              |                                              |                                              |                                              |  |                   |                                                |                                                |                                                |                                                |                                                |  |
|  |                                                                      |                                                                      |                                                                      |                                                                      |                                                                      |   |                   |                                              |                                              |                                              |                                              |                                              |  |                   |                                                |                                                |                                                |                                                |                                                |  |
|  |                                                                      |                                                                      |                                                                      |                                                                      |                                                                      |   |                   |                                              |                                              |                                              |                                              |                                              |  |                   |                                                |                                                |                                                |                                                |                                                |  |
|  |                                                                      |                                                                      |                                                                      |                                                                      |                                                                      |   |                   |                                              |                                              |                                              |                                              |                                              |  |                   |                                                |                                                |                                                |                                                |                                                |  |
|  |                                                                      |                                                                      |                                                                      |                                                                      |                                                                      |   |                   |                                              |                                              |                                              |                                              |                                              |  |                   |                                                |                                                |                                                |                                                |                                                |  |

## Semifinales
- El gol de visitante es criterio de desempate

| 23 de noviembre de 2019, 20:00 | C. S. Herediano | 1:1 (0:1) | Deportivo Saprissa | Rosabal Cordero, Heredia                                   |                                                            |
|                                | Burke 90' ·     |           | Robinson 38' ·     | Asistencia: 5.221 espectadores Árbitro(s): Ricardo Montero | Asistencia: 5.221 espectadores Árbitro(s): Ricardo Montero |

| 1 de diciembre de 2019, 16:00 | Deportivo Saprissa                                                                  | 1:1 (1:1;1:0) (t. s.)(4:5 p.)(Global 2:2) | C. S. Herediano                                                                         | Ricardo Saprissa, Tibás, San José                                 |                                                                   |
|                               | Venegas 26' (pen.) ·                                                                |                                           | Granados 76' ·                                                                          | Asistencia: 20.545 espectadores Árbitro(s): Juan Gabriel Calderón | Asistencia: 20.545 espectadores Árbitro(s): Juan Gabriel Calderón |
|                               |                                                                                     | Tiros desde el punto penal                |                                                                                         |                                                                   |                                                                   |
|                               | - Mariano Torres - Randall Leal - Byron Bonilla - David Ramírez - Michael Barrantes |                                           | - Randall Azofeifa - Francisco Rodríguez - Cristian Reyes - Aaron Salazar - Brian Rubio |                                                                   |                                                                   |

| 24 de noviembre de 2019, 18:00 | A. D. San Carlos | 0:0 | L. D. Alajuelense | Carlos Ugalde, Ciudad Quesada, Alajuela                          |  |
|                                |                  |     |                   | Asistencia: 2.931 espectadores Árbitro(s): Juan Gabriel Calderón |  |

| 30 de noviembre de 2019, 18:00 | L. D. Alajuelense               | 3:0 (2:0) (Global 3:0) | A. D. San Carlos | Morera Soto, Ciudad de Alajuela, Alajuela             |                                                       |
|                                | Ureña 22', 43' · McDonald 62' · |                        |                  | Asistencia: 10.192 espectadores Árbitro(s): Hugo Cruz | Asistencia: 10.192 espectadores Árbitro(s): Hugo Cruz |

## Final Segunda Fase
- El gol de visitante es criterio de desempate

| 4 de diciembre de 2019, 20:00 | C. S. Herediano      | 2:0 (2:0) | L. D. Alajuelense | Rosabal Cordero, Heredia                                  |                                                           |
|                               | Rodríguez 14', 33' · |           |                   | Asistencia: 6.169 espectadores Árbitro(s): Henry Bejarano | Asistencia: 6.169 espectadores Árbitro(s): Henry Bejarano |

| 8 de diciembre de 2019, 15:00 | L. D. Alajuelense | 0:0 (Global 0:2) | C. S. Herediano | Morera Soto, Ciudad de Alajuela, Alajuela             |  |
|                               |                   |                  |                 | Asistencia: 14.464 espectadores Árbitro(s): Hugo Cruz |  |

## Gran Final
| 15 de diciembre de 2019, 16:30 | C. S. Herediano | 1:0 (1:0) | L. D. Alajuelense | Rosabal Cordero, Heredia                                         |                                                                  |
|                                | Soto 9'         |           |                   | Asistencia: 6.410 espectadores Árbitro(s): Juan Gabriel Calderón | Asistencia: 6.410 espectadores Árbitro(s): Juan Gabriel Calderón |

| 21 de diciembre de 2019, 18:00 | L. D. Alajuelense                                                                          | 2:1 (2:1;0:0) (t. s.)(4:5 p.)(Global 2:2) | C. S. Herediano                                                                     | Morera Soto, Ciudad de Alajuela, Alajuela                  |                                                            |
|                                | Alfaro 72' · Moya 75' ·                                                                    |                                           | Ruíz 88' ·                                                                          | Asistencia: 15.642 espectadores Árbitro(s): Henry Bejarano | Asistencia: 15.642 espectadores Árbitro(s): Henry Bejarano |
|                                |                                                                                            | Tiros desde el punto penal                |                                                                                     |                                                            |                                                            |
|                                | - Jonathan Moya - Kenner Gutiérrez - Alexander López - Ariel Lassiter - José Miguel Cubero |                                           | - Francisco Rodríguez - Aaron Salazar - Gerson Torres - Aldo Magaña - Yendrick Ruíz |                                                            |                                                            |

### Final - Ida
| 1     | POR   | Esteban Alvarado       |     |
| 2     | DEF   | Aarón Salazar          |     |
| 37    | DEF   | Keysher Fuller         |     |
| 34    | DEF   | Ariel Soto             |     |
| 8     | DEF   | Diego González         |     |
| 14    | MED   | Berny Burke            | 89' |
| 5     | MED   | Óscar Esteban Granados |     |
| 11    | MED   | Gerson Torres          | 73' |
| 7     | MED   | Randall Azofeifa       |     |
| 9     | DEL   | Brian Rubio            |     |
| 77    | DEL   | Francisco Rodríguez    | 82' |
| D. T. | D. T. | José Giacone           |     |

| 1     | POR   | Adonis Pineda      |     |
| 6     | DEF   | José Salvatierra   |     |
| 4     | DEF   | Kenner Gutiérrez   |     |
| 15    | DEF   | Júnior Díaz        |     |
| 14    | DEF   | Cristopher Meneses |     |
| 16    | DEF   | Allen Guevara      | 45' |
| 7     | MED   | Anthony López      | 85' |
| 10    | MED   | Alexander López    | 59' |
| 8     | MED   | José Miguel Cubero |     |
| 19    | DEL   | Jonathan McDonald  |     |
| 9     | DEL   | Jonathan Moya      |     |
| D. T. | D. T. | Andrés Carevic     |     |

| 26 | Centrocampista | Nextalí Rodríguez | 73' |
| 17 | Delantero      | Yendrick Ruiz     | 82' |
| 30 | Centrocampista | Freddy Álvarez    | 89' |

| 26 | Centrocampista | Bernald Alfaro  | 45' |
| 22 | Centrocampista | Barlon Sequeira | 59' |
| 11 | Delantero      | Ariel Lassiter  | 85' |

| 9' | Ariel Soto | 1:0 |

| 28' · 70' · 84' · 90+3' | Ariel Soto Gerson Torres Óscar Esteban Granados Yendrick Ruiz |

| 18' | Júnior Díaz |

| Principal  | Juan Gabriel Calderón |
| Asistentes | Víctor Ramírez        |
|            | Juan Carlos Mora      |
| Cuarto     | Adrián Elizondo       |

|                    |     |     |
| Tiros              | 11  | 6   |
| Tiros a puerta     | 7   | 4   |
| Faltas             | 20  | 11  |
| Saques de esquina  | 12  | 3   |
| Fueras de juego    | 1   | 0   |
| Posesión del balón | 63% | 37% |

| Alineación inicial |

| 1     | POR   | Esteban Alvarado       |     |
| 2     | DEF   | Aarón Salazar          |     |
| 37    | DEF   | Keysher Fuller         |     |
| 34    | DEF   | Ariel Soto             |     |
| 8     | DEF   | Diego González         |     |
| 14    | MED   | Berny Burke            | 89' |
| 5     | MED   | Óscar Esteban Granados |     |
| 11    | MED   | Gerson Torres          | 73' |
| 7     | MED   | Randall Azofeifa       |     |
| 9     | DEL   | Brian Rubio            |     |
| 77    | DEL   | Francisco Rodríguez    | 82' |
| D. T. | D. T. | José Giacone           |     |

| 1     | POR   | Adonis Pineda      |     |
| 6     | DEF   | José Salvatierra   |     |
| 4     | DEF   | Kenner Gutiérrez   |     |
| 15    | DEF   | Júnior Díaz        |     |
| 14    | DEF   | Cristopher Meneses |     |
| 16    | DEF   | Allen Guevara      | 45' |
| 7     | MED   | Anthony López      | 85' |
| 10    | MED   | Alexander López    | 59' |
| 8     | MED   | José Miguel Cubero |     |
| 19    | DEL   | Jonathan McDonald  |     |
| 9     | DEL   | Jonathan Moya      |     |
| D. T. | D. T. | Andrés Carevic     |     |

| 26 | Centrocampista | Nextalí Rodríguez | 73' |
| 17 | Delantero      | Yendrick Ruiz     | 82' |
| 30 | Centrocampista | Freddy Álvarez    | 89' |

| 26 | Centrocampista | Bernald Alfaro  | 45' |
| 22 | Centrocampista | Barlon Sequeira | 59' |
| 11 | Delantero      | Ariel Lassiter  | 85' |

| 9' | Ariel Soto | 1:0 |

| 28' · 70' · 84' · 90+3' | Ariel Soto Gerson Torres Óscar Esteban Granados Yendrick Ruiz |

| 18' | Júnior Díaz |

| Principal  | Juan Gabriel Calderón |
| Asistentes | Víctor Ramírez        |
|            | Juan Carlos Mora      |
| Cuarto     | Adrián Elizondo       |

|                    |     |     |
| Tiros              | 11  | 6   |
| Tiros a puerta     | 7   | 4   |
| Faltas             | 20  | 11  |
| Saques de esquina  | 12  | 3   |
| Fueras de juego    | 1   | 0   |
| Posesión del balón | 63% | 37% |

| Alineación inicial |

| 1     | POR   | Esteban Alvarado       |     |
| 2     | DEF   | Aarón Salazar          |     |
| 37    | DEF   | Keysher Fuller         |     |
| 34    | DEF   | Ariel Soto             |     |
| 8     | DEF   | Diego González         |     |
| 14    | MED   | Berny Burke            | 89' |
| 5     | MED   | Óscar Esteban Granados |     |
| 11    | MED   | Gerson Torres          | 73' |
| 7     | MED   | Randall Azofeifa       |     |
| 9     | DEL   | Brian Rubio            |     |
| 77    | DEL   | Francisco Rodríguez    | 82' |
| D. T. | D. T. | José Giacone           |     |

| 1     | POR   | Adonis Pineda      |     |
| 6     | DEF   | José Salvatierra   |     |
| 4     | DEF   | Kenner Gutiérrez   |     |
| 15    | DEF   | Júnior Díaz        |     |
| 14    | DEF   | Cristopher Meneses |     |
| 16    | DEF   | Allen Guevara      | 45' |
| 7     | MED   | Anthony López      | 85' |
| 10    | MED   | Alexander López    | 59' |
| 8     | MED   | José Miguel Cubero |     |
| 19    | DEL   | Jonathan McDonald  |     |
| 9     | DEL   | Jonathan Moya      |     |
| D. T. | D. T. | Andrés Carevic     |     |

| 26 | Centrocampista | Nextalí Rodríguez | 73' |
| 17 | Delantero      | Yendrick Ruiz     | 82' |
| 30 | Centrocampista | Freddy Álvarez    | 89' |

| 26 | Centrocampista | Bernald Alfaro  | 45' |
| 22 | Centrocampista | Barlon Sequeira | 59' |
| 11 | Delantero      | Ariel Lassiter  | 85' |

| 9' | Ariel Soto | 1:0 |

| 28' · 70' · 84' · 90+3' | Ariel Soto Gerson Torres Óscar Esteban Granados Yendrick Ruiz |

| 18' | Júnior Díaz |

| Principal  | Juan Gabriel Calderón |
| Asistentes | Víctor Ramírez        |
|            | Juan Carlos Mora      |
| Cuarto     | Adrián Elizondo       |

|                    |     |     |
| Tiros              | 11  | 6   |
| Tiros a puerta     | 7   | 4   |
| Faltas             | 20  | 11  |
| Saques de esquina  | 12  | 3   |
| Fueras de juego    | 1   | 0   |
| Posesión del balón | 63% | 37% |

| Alineación inicial |

| 1     | POR   | Esteban Alvarado       |     |
| 2     | DEF   | Aarón Salazar          |     |
| 37    | DEF   | Keysher Fuller         |     |
| 34    | DEF   | Ariel Soto             |     |
| 8     | DEF   | Diego González         |     |
| 14    | MED   | Berny Burke            | 89' |
| 5     | MED   | Óscar Esteban Granados |     |
| 11    | MED   | Gerson Torres          | 73' |
| 7     | MED   | Randall Azofeifa       |     |
| 9     | DEL   | Brian Rubio            |     |
| 77    | DEL   | Francisco Rodríguez    | 82' |
| D. T. | D. T. | José Giacone           |     |

| 1     | POR   | Adonis Pineda      |     |
| 6     | DEF   | José Salvatierra   |     |
| 4     | DEF   | Kenner Gutiérrez   |     |
| 15    | DEF   | Júnior Díaz        |     |
| 14    | DEF   | Cristopher Meneses |     |
| 16    | DEF   | Allen Guevara      | 45' |
| 7     | MED   | Anthony López      | 85' |
| 10    | MED   | Alexander López    | 59' |
| 8     | MED   | José Miguel Cubero |     |
| 19    | DEL   | Jonathan McDonald  |     |
| 9     | DEL   | Jonathan Moya      |     |
| D. T. | D. T. | Andrés Carevic     |     |

| 26 | Centrocampista | Nextalí Rodríguez | 73' |
| 17 | Delantero      | Yendrick Ruiz     | 82' |
| 30 | Centrocampista | Freddy Álvarez    | 89' |

| 26 | Centrocampista | Bernald Alfaro  | 45' |
| 22 | Centrocampista | Barlon Sequeira | 59' |
| 11 | Delantero      | Ariel Lassiter  | 85' |

| 9' | Ariel Soto | 1:0 |

| 28' · 70' · 84' · 90+3' | Ariel Soto Gerson Torres Óscar Esteban Granados Yendrick Ruiz |

| 18' | Júnior Díaz |

| Principal  | Juan Gabriel Calderón |
| Asistentes | Víctor Ramírez        |
|            | Juan Carlos Mora      |
| Cuarto     | Adrián Elizondo       |

|                    |     |     |
| Tiros              | 11  | 6   |
| Tiros a puerta     | 7   | 4   |
| Faltas             | 20  | 11  |
| Saques de esquina  | 12  | 3   |
| Fueras de juego    | 1   | 0   |
| Posesión del balón | 63% | 37% |

| Alineación inicial |

### Final - Vuelta
| 1     | POR   | Adonis Pineda      |     |
| 6     | DEF   | José Salvatierra   |     |
| 14    | DEF   | Cristopher Meneses |     |
| 4     | DEF   | Kenner Gutiérrez   |     |
| 8     | DEF   | José Miguel Cubero |     |
| 26    | MED   | Bernald Alfaro     |     |
| 16    | MED   | Allen Guevara      | 73' |
| 7     | MED   | Anthony López      | 45' |
| 10    | MED   | Alexander López    |     |
| 19    | DEL   | Jonathan McDonald  | 37' |
| 9     | DEL   | Jonathan Moya      |     |
| D. T. | D. T. | Andrés Carevic     |     |

| 1     | POR   | Esteban Alvarado       |     |
| 14    | DEF   | Berny Burke            | 76' |
| 2     | DEF   | Aarón Salazar          |     |
| 34    | DEF   | Ariel Soto             |     |
| 37    | DEF   | Keysher Fuller         |     |
| 28    | MED   | Gerson Torres          |     |
| 11    | MED   | Diego González         |     |
| 12    | MED   | Randall Azofeifa       | 76' |
| 5     | MED   | Óscar Esteban Granados |     |
| 24    | DEL   | Brian Rubio            | 78' |
| 11    | DEL   | Francisco Rodríguez    |     |
| D. T. | D. T. | José Giacone           |     |

| 12 | Delantero      | Marco Ureña     | 37' |
| 11 | Centrocampista | Ariel Lassiter  | 45' |
| 22 | Centrocampista | Barlon Sequeira | 73' |

| 29 | Centrocampista | Nextalí Rodríguez | 76' |
| 9  | Delantero      | Yendrick Ruiz     | 76' |
| 17 | Delantero      | Aldo Magaña       | 78' |

| 72' · 75' | Bernald Alfaro Jonathan Moya | 1:0 2:0 |

| 88' | Yendrick Ruiz | 2:1 |

| Sí · Sí · No · Sí · Sí | Jonathan Moya Kenner Gutiérrez Alexander López Ariel Lassiter José Miguel Cubero | 1:0 2:1 2:2 3:3 4:4 |

| Sí · Sí · Sí · Sí · Sí | Francisco Rodríguez Aarón Salazar Gerson Torres Aldo Magaña Yendrick Ruiz | 1:1 2:2 2:3 3:4 4:5 |

| 39' · 107' | Anthony López Bernald Alfaro |

| 16' · 27' · 30' · 46' · 107' · 108' · 117' | Gerson Torres Brian Rubio Esteban Alvarado Keysher Fuller Nextalí Rodríguez Yendrick Ruiz Óscar Esteban Granados |

| Principal  | Henry Bejarano  |
| Asistentes | Octavio Jara    |
|            | William Chow    |
| Cuarto     | Benjamín Pineda |

|                    |     |     |
| Tiros              | 15  | 16  |
| Tiros a puerta     | 4   | 10  |
| Faltas             | 23  | 23  |
| Saques de esquina  | 2   | 7   |
| Penaltis           | 0   | 0   |
| Fueras de juego    | 0   | 1   |
| Posesión del balón | 51% | 49% |

| Alineación inicial |

| 1     | POR   | Adonis Pineda      |     |
| 6     | DEF   | José Salvatierra   |     |
| 14    | DEF   | Cristopher Meneses |     |
| 4     | DEF   | Kenner Gutiérrez   |     |
| 8     | DEF   | José Miguel Cubero |     |
| 26    | MED   | Bernald Alfaro     |     |
| 16    | MED   | Allen Guevara      | 73' |
| 7     | MED   | Anthony López      | 45' |
| 10    | MED   | Alexander López    |     |
| 19    | DEL   | Jonathan McDonald  | 37' |
| 9     | DEL   | Jonathan Moya      |     |
| D. T. | D. T. | Andrés Carevic     |     |

| 1     | POR   | Esteban Alvarado       |     |
| 14    | DEF   | Berny Burke            | 76' |
| 2     | DEF   | Aarón Salazar          |     |
| 34    | DEF   | Ariel Soto             |     |
| 37    | DEF   | Keysher Fuller         |     |
| 28    | MED   | Gerson Torres          |     |
| 11    | MED   | Diego González         |     |
| 12    | MED   | Randall Azofeifa       | 76' |
| 5     | MED   | Óscar Esteban Granados |     |
| 24    | DEL   | Brian Rubio            | 78' |
| 11    | DEL   | Francisco Rodríguez    |     |
| D. T. | D. T. | José Giacone           |     |

| 12 | Delantero      | Marco Ureña     | 37' |
| 11 | Centrocampista | Ariel Lassiter  | 45' |
| 22 | Centrocampista | Barlon Sequeira | 73' |

| 29 | Centrocampista | Nextalí Rodríguez | 76' |
| 9  | Delantero      | Yendrick Ruiz     | 76' |
| 17 | Delantero      | Aldo Magaña       | 78' |

| 72' · 75' | Bernald Alfaro Jonathan Moya | 1:0 2:0 |

| 88' | Yendrick Ruiz | 2:1 |

| Sí · Sí · No · Sí · Sí | Jonathan Moya Kenner Gutiérrez Alexander López Ariel Lassiter José Miguel Cubero | 1:0 2:1 2:2 3:3 4:4 |

| Sí · Sí · Sí · Sí · Sí | Francisco Rodríguez Aarón Salazar Gerson Torres Aldo Magaña Yendrick Ruiz | 1:1 2:2 2:3 3:4 4:5 |

| 39' · 107' | Anthony López Bernald Alfaro |

| 16' · 27' · 30' · 46' · 107' · 108' · 117' | Gerson Torres Brian Rubio Esteban Alvarado Keysher Fuller Nextalí Rodríguez Yendrick Ruiz Óscar Esteban Granados |

| Principal  | Henry Bejarano  |
| Asistentes | Octavio Jara    |
|            | William Chow    |
| Cuarto     | Benjamín Pineda |

|                    |     |     |
| Tiros              | 15  | 16  |
| Tiros a puerta     | 4   | 10  |
| Faltas             | 23  | 23  |
| Saques de esquina  | 2   | 7   |
| Penaltis           | 0   | 0   |
| Fueras de juego    | 0   | 1   |
| Posesión del balón | 51% | 49% |

| Alineación inicial |

| 1     | POR   | Adonis Pineda      |     |
| 6     | DEF   | José Salvatierra   |     |
| 14    | DEF   | Cristopher Meneses |     |
| 4     | DEF   | Kenner Gutiérrez   |     |
| 8     | DEF   | José Miguel Cubero |     |
| 26    | MED   | Bernald Alfaro     |     |
| 16    | MED   | Allen Guevara      | 73' |
| 7     | MED   | Anthony López      | 45' |
| 10    | MED   | Alexander López    |     |
| 19    | DEL   | Jonathan McDonald  | 37' |
| 9     | DEL   | Jonathan Moya      |     |
| D. T. | D. T. | Andrés Carevic     |     |

| 1     | POR   | Esteban Alvarado       |     |
| 14    | DEF   | Berny Burke            | 76' |
| 2     | DEF   | Aarón Salazar          |     |
| 34    | DEF   | Ariel Soto             |     |
| 37    | DEF   | Keysher Fuller         |     |
| 28    | MED   | Gerson Torres          |     |
| 11    | MED   | Diego González         |     |
| 12    | MED   | Randall Azofeifa       | 76' |
| 5     | MED   | Óscar Esteban Granados |     |
| 24    | DEL   | Brian Rubio            | 78' |
| 11    | DEL   | Francisco Rodríguez    |     |
| D. T. | D. T. | José Giacone           |     |

| 12 | Delantero      | Marco Ureña     | 37' |
| 11 | Centrocampista | Ariel Lassiter  | 45' |
| 22 | Centrocampista | Barlon Sequeira | 73' |

| 29 | Centrocampista | Nextalí Rodríguez | 76' |
| 9  | Delantero      | Yendrick Ruiz     | 76' |
| 17 | Delantero      | Aldo Magaña       | 78' |

| 72' · 75' | Bernald Alfaro Jonathan Moya | 1:0 2:0 |

| 88' | Yendrick Ruiz | 2:1 |

| Sí · Sí · No · Sí · Sí | Jonathan Moya Kenner Gutiérrez Alexander López Ariel Lassiter José Miguel Cubero | 1:0 2:1 2:2 3:3 4:4 |

| Sí · Sí · Sí · Sí · Sí | Francisco Rodríguez Aarón Salazar Gerson Torres Aldo Magaña Yendrick Ruiz | 1:1 2:2 2:3 3:4 4:5 |

| 39' · 107' | Anthony López Bernald Alfaro |

| 16' · 27' · 30' · 46' · 107' · 108' · 117' | Gerson Torres Brian Rubio Esteban Alvarado Keysher Fuller Nextalí Rodríguez Yendrick Ruiz Óscar Esteban Granados |

| Principal  | Henry Bejarano  |
| Asistentes | Octavio Jara    |
|            | William Chow    |
| Cuarto     | Benjamín Pineda |

|                    |     |     |
| Tiros              | 15  | 16  |
| Tiros a puerta     | 4   | 10  |
| Faltas             | 23  | 23  |
| Saques de esquina  | 2   | 7   |
| Penaltis           | 0   | 0   |
| Fueras de juego    | 0   | 1   |
| Posesión del balón | 51% | 49% |

| Alineación inicial |

| 1     | POR   | Adonis Pineda      |     |
| 6     | DEF   | José Salvatierra   |     |
| 14    | DEF   | Cristopher Meneses |     |
| 4     | DEF   | Kenner Gutiérrez   |     |
| 8     | DEF   | José Miguel Cubero |     |
| 26    | MED   | Bernald Alfaro     |     |
| 16    | MED   | Allen Guevara      | 73' |
| 7     | MED   | Anthony López      | 45' |
| 10    | MED   | Alexander López    |     |
| 19    | DEL   | Jonathan McDonald  | 37' |
| 9     | DEL   | Jonathan Moya      |     |
| D. T. | D. T. | Andrés Carevic     |     |

| 1     | POR   | Esteban Alvarado       |     |
| 14    | DEF   | Berny Burke            | 76' |
| 2     | DEF   | Aarón Salazar          |     |
| 34    | DEF   | Ariel Soto             |     |
| 37    | DEF   | Keysher Fuller         |     |
| 28    | MED   | Gerson Torres          |     |
| 11    | MED   | Diego González         |     |
| 12    | MED   | Randall Azofeifa       | 76' |
| 5     | MED   | Óscar Esteban Granados |     |
| 24    | DEL   | Brian Rubio            | 78' |
| 11    | DEL   | Francisco Rodríguez    |     |
| D. T. | D. T. | José Giacone           |     |

| 12 | Delantero      | Marco Ureña     | 37' |
| 11 | Centrocampista | Ariel Lassiter  | 45' |
| 22 | Centrocampista | Barlon Sequeira | 73' |

| 29 | Centrocampista | Nextalí Rodríguez | 76' |
| 9  | Delantero      | Yendrick Ruiz     | 76' |
| 17 | Delantero      | Aldo Magaña       | 78' |

| 72' · 75' | Bernald Alfaro Jonathan Moya | 1:0 2:0 |

| 88' | Yendrick Ruiz | 2:1 |

| Sí · Sí · No · Sí · Sí | Jonathan Moya Kenner Gutiérrez Alexander López Ariel Lassiter José Miguel Cubero | 1:0 2:1 2:2 3:3 4:4 |

| Sí · Sí · Sí · Sí · Sí | Francisco Rodríguez Aarón Salazar Gerson Torres Aldo Magaña Yendrick Ruiz | 1:1 2:2 2:3 3:4 4:5 |

| 39' · 107' | Anthony López Bernald Alfaro |

| 16' · 27' · 30' · 46' · 107' · 108' · 117' | Gerson Torres Brian Rubio Esteban Alvarado Keysher Fuller Nextalí Rodríguez Yendrick Ruiz Óscar Esteban Granados |

| Principal  | Henry Bejarano  |
| Asistentes | Octavio Jara    |
|            | William Chow    |
| Cuarto     | Benjamín Pineda |

|                    |     |     |
| Tiros              | 15  | 16  |
| Tiros a puerta     | 4   | 10  |
| Faltas             | 23  | 23  |
| Saques de esquina  | 2   | 7   |
| Penaltis           | 0   | 0   |
| Fueras de juego    | 0   | 1   |
| Posesión del balón | 51% | 49% |

| Alineación inicial |

|                              |
| Campeón Club Sport Herediano |
| 28.vo título                 |

## Estadísticas

### Máximos goleadores
Lista con los máximos goleadores de la competencia.
| Pos. | Posición | Jugador             | Equipo             | Goles |
| ---- | -------- | ------------------- | ------------------ | ----- |
| 1.º  |          | Álvaro Saborio      | A. D. San Carlos   | 13    |
| 2.º  |          | Ariel Lassiter      | L. D. Alajuelense  | 12    |
| 3.º  |          | Frank Zamora        | Guadalupe F. C.    | 11    |
| 4.º  |          | Javon East          | Santos de Guápiles | 10    |
| 4.º  |          | Johan Venegas       | Deportivo Saprissa | 10    |
| 6.º  |          | Brian Rubio         | C. S. Herediano    | 9     |
| 6.º  |          | Francisco Rodríguez | C. S. Herediano    | 9     |
| 6.º  |          | Manfred Ugalde      | Deportivo Saprissa | 9     |
| 6.º  |          | Marco Ureña         | L. D. Alajuelense  | 9     |

### Autogoles
| Fecha                                 | Jugador        | Minuto | Local               |  | Resultado |                                                    | Visitante         | Jornada |  |
| 28 de julio                           | Dexter Lewis   | 43'    | Municipal Grecia    |  | 4 - 0     |                                                    | Limón F. C.       | 3       |  |
| 10 de agosto                          | Porfirio López | 75'    | Santos de Guápiles  |  | 4 - 1     | Archivo:Miniatura para la ADM de Pérez Zeledón.png | Pérez Zeledón     | 5       |  |
| 9 de octubre                          | Orlando Galo   | 11'    | Limón F. C.         |  | 1 - 0     |                                                    | C. S. Herediano   | 17      |  |
| 09 de octubre                         | Jorge Ramírez  | 19'    | La U Universitarios |  | 1 - 1     | Archivo:Miniatura para la ADM de Pérez Zeledón.png | Pérez Zeledón     | 19      |  |
| 2 de noviembre                        | Adonis Pineda  | 30'    | A. D. San Carlos    |  | 3 - 1     |                                                    | L. D. Alajuelense | 21      |  |
| Última actualización: 03 de noviembre |                |        |                     |  |           |                                                    |                   |         |  |

### Tripletes o póker
| Jairo Arrieta                        | A. D. San Carlos   | Archivo:Miniatura para la ADM de Pérez Zeledón.png Pérez Zeledón | 5 - 2 Archivo:Miniatura para la ADM de Pérez Zeledón.png | 24', 32', 36' | 31 de agosto   |
| Manfred Ugalde                       | Deportivo Saprissa | Limón F. C.                                                      | 6 - 0                                                    | 35', 46', 52' | 21 de octubre  |
| Brian Rubio                          | C. S. Herediano    | Santos de Guápiles                                               | 6 - 2                                                    | 13', 26', 54' | 2 de noviembre |
| Última actualización: 2 de noviembre |                    |                                                                  |                                                          |               |                |

## Asistencia y recaudación
| Deportivo Saprissa                                               | 120 640 | ₡ 205,108,406.51   |
| L. D. Alajuelense                                                | 113 270 | ₡ 585,978,311.74   |
| C. S. Herediano                                                  | 54 665  | ₡ 154,720,389.39   |
| C. S. Cartaginés                                                 | 30 145  | ₡ 94,599,116.18    |
| A. D. San Carlos                                                 | 25 007  | ₡ 42,215,500.00    |
| Archivo:Miniatura para la ADM de Pérez Zeledón.png Pérez Zeledón | 11 883  | ₡ 27,839,824.27    |
| Limón F. C.                                                      | 10 593  | ₡ 35,005,300.00    |
| Santos de Guápiles                                               | 9 827   | ₡ 12,852,590.00    |
| Municipal Grecia                                                 | 9 191   | ₡ 13,040,065.00    |
| Guadalupe F. C.                                                  | 8 435   | ₡ 11,977,000.00    |
| A. D. Jicaral                                                    | 7 988   | ₡ 34,708,670.31    |
| La U Universitarios                                              | 6 454   | ₡ 10,122,000.00    |
| Total                                                            | 408 098 | ₡ 1,228,167,173.40 |
| Última actualización: Al cierre de la gran final de vuelta       |         |                    |